# 本能寺の変
本能寺の変（ほんのうじのへん）は、天正10年6月2日（1582年6月21日）早朝、明智光秀が謀反を起こし、京都本能寺に滞在する主君・織田信長を襲撃した事件である。
信長は寝込みを襲われ、包囲されたことを悟ると、寺に火を放ち、自害して果てた。信長の嫡男で織田家当主の信忠も襲われ、宿泊していた妙覚寺から二条御新造に移って抗戦したが、やはり建物に火を放って自害した。信長と信忠の死によって織田政権は瓦解するが、光秀もまた6月13日の山崎の戦いで羽柴秀吉（後の豊臣秀吉）に敗れて命を落とした。事件は秀吉が台頭して豊臣政権を構築する契機となり、戦国乱世は終焉に向かった。
光秀が謀反を起こした理由については、定説が存在せず、多種多様な説がある（各説については変の要因を参照）

## 背景
天正10年（1582年）3月11日に武田勝頼・信勝親子を天目山に追い詰めて自害させた織田信長は、3月27日、2日に名城・高遠城を攻略した信忠に、褒美と共に「天下支配の権も譲ろう」との言葉も贈って褒め称えた。信長は甲府より返礼に来た信忠を諏訪に残して軍勢を現地解散すると、僅かな供廻りだけをつれて甲斐から東海道に至る道を富士山麓を眺めながら悠々と帰国の途に就いた。
4月3日には新府城の焼け跡を見物。かつての敵、信玄の居館・躑躅ヶ崎館跡の上に建てられた仮御殿にしばらく滞在し、4月10日に甲府を出立した。長年の宿敵を倒し、立派な後継者の目途もついて、信長にとって大変満足な凱旋となった。

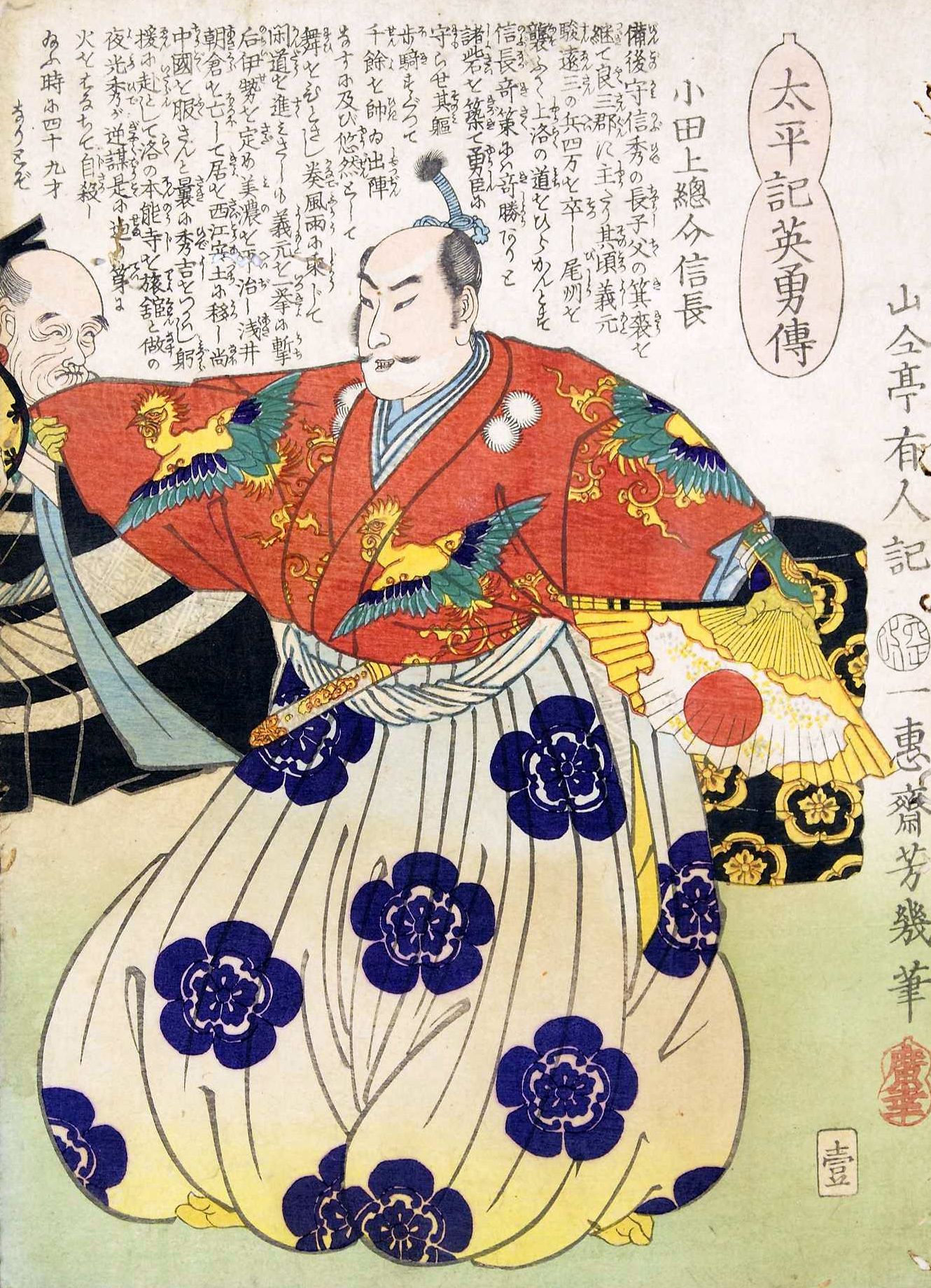
太平記英勇伝壹：織田上総介信長（落合芳幾作）

天下を展望すると、東北地方においては、伊達氏・最上氏・蘆名氏といった主な大名が信長に恭順する姿勢を見せていた。関東では、後北条氏がすでに天正8年（1580年）には同盟の傘下に入っていて、佐竹氏とも以前より外交関係があったので、東国で表だって信長に逆らうのは北陸の上杉氏を残すのみとなった。
北条氏政・氏直父子は共同で甲州へ出陣する約束をしていたが、戸倉城を攻略した後は何ら貢献できなかったので、3月21日に酒・白鳥徳利を、26日には諏訪に米俵千俵を献じ、4月2日には雉500羽、4日には馬13頭と鷹3羽と、短期間で立て続けに献上品を送って誼を厚くしようとした。しかし、この時の馬と鷹はどれも信長が気に入らずに返却されている。他方で、信長は長年の同盟者である徳川家康には駿河一国を贈り、これ対する返礼で、家康は領国を通過する信長一行を万全の配慮で接待して、下士に至るまで手厚くもてなしたので、信長を大いに感心させた。これら信長の同盟者はもはや次の標的とされるよりも、その威に服して従属するという姿勢を鮮明にしていた。
西に目を転じると、中国地方では、毛利輝元を惣領とする毛利氏との争いが続き、四国でも長宗我部元親が信長の指図を拒否したことから長宗我部氏と交戦状態に入った（詳細は後述）が、九州においては大友氏と信長は友好関係にあり、島津氏とも外交が持たれていて、前年6月には准三宮近衛前久を仲介者として両氏を和睦させたことで、島津義久より貢物を受けている。

信長は天正9年（1581年）8月13日、「信長自ら出陣し、東西の軍勢がぶつかって合戦を遂げ、西国勢をことごとく討ち果たし、日本全国残るところなく信長の支配下に置く決意である」と、その意向を繰り返し表明していたが、上月城での攻防の際は重臣が反対し、鳥取城攻めの際には出陣の機会がなかった。その間に伊賀平定を終えて（高野山を除く）京都を中心とした畿内全域を完全に掌握したことから、次こそ第3次信長包囲網を打倒し、西国最大の大名である毛利氏を討つという意気込みを持っていた。

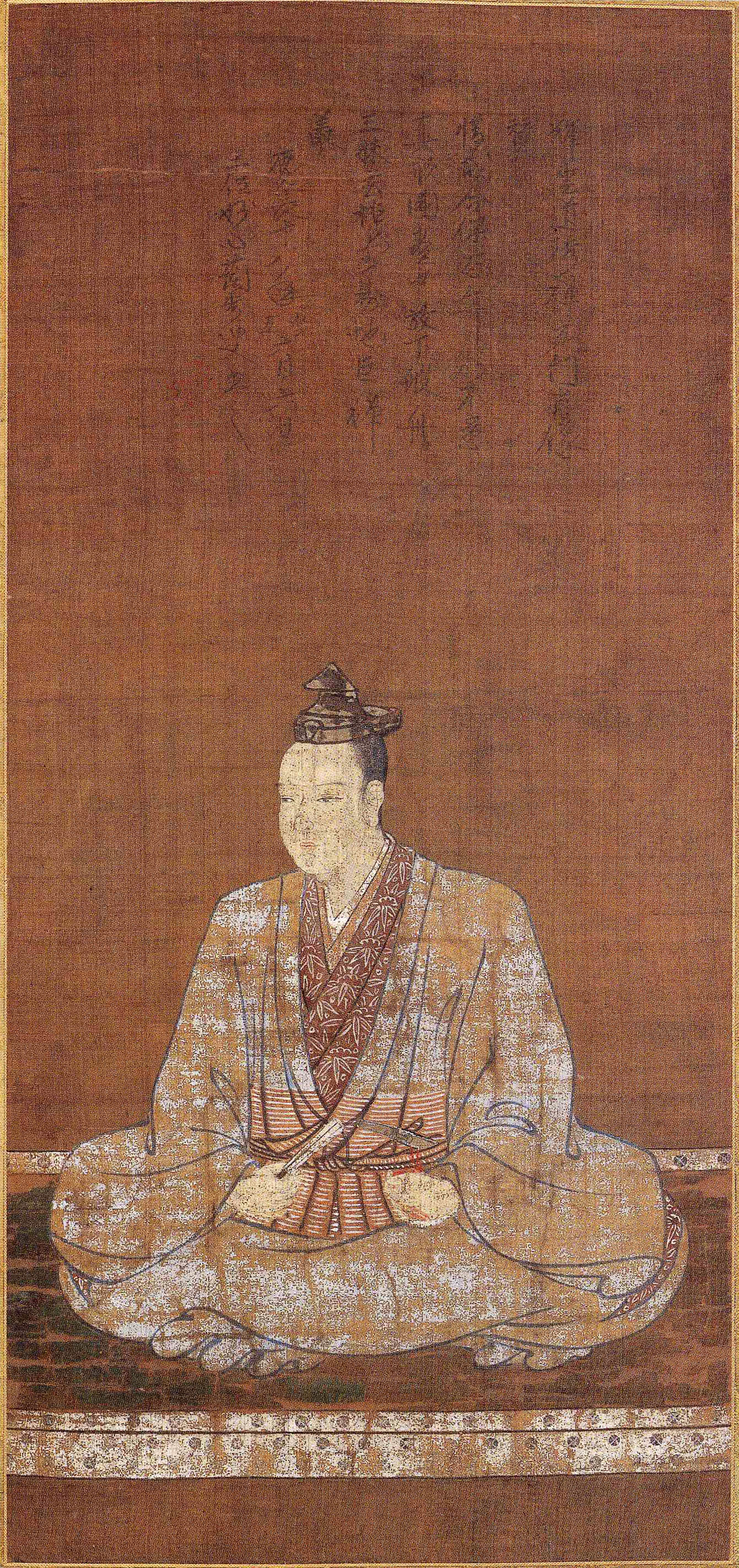
明智光秀像（岸和田市本徳寺所蔵）

他方で信長は、天正6年（1578年）4月9日に右大臣・右近衛大将の官位を辞して以来、無官・散位のままであった。正親町天皇とは誠仁親王への譲位を巡って意見を異にし、天正9年3月に信長は譲位を条件として左大臣の受諾を一旦は了承したが、天皇が金神を理由に譲位を中止したことで、信長の任官の話もそのまま宙に浮いていたからである。そこで朝廷は、甲州征伐の戦勝を機に祝賀の勅使として勧修寺晴豊（誠仁親王の義兄）を下し、晴豊は信長が凱旋した2日後の天正10年4月23日に安土に到着した。『晴豊公記』によれば、4月25日に信長を太政大臣か関白か征夷大将軍かに推挙するという、いわゆる「三職推任」を打診し、5月4日には誠仁親王の親書を添えた2度目の勅使が訪問したと云う。2度の勅使に困惑した信長が、森成利（蘭丸）を晴豊のもとに遣わせて朝廷の意向を伺わせると、「信長を将軍に推任したいという勅使だ」と晴豊は答えた。しかし信長は、6日、7日と勅使を饗応したが、この件について返答をしなかった。そのうちに、5月17日に備中の羽柴秀吉より、毛利輝元が間もなく出陣する旨が知らされるとともに、信長への出馬要請が届いた。これを受けて、信長は出陣を決意し、三職推任の問題はうやむやのまま、本能寺で受難することになった。（続き）

### 明智光秀の立場

#### 四国・長宗我部問題
これより前、土佐統一を目指していた長宗我部元親は、信長に砂糖などを献上して所領を安堵された。信長は元親の嫡男弥三郎(信親)の烏帽子親になって信の字の偏諱を与えるなど友誼を厚くし、「四国の儀は元親手柄次第に切取候へ」と書かれた朱印状を出していた。信長も当時は阿波・讃岐・河内に勢力を張る三好一党や伊予の河野氏と結ぶ毛利氏と対峙しており、敵の背後を脅かす目的で長宗我部氏の伸長を促したのである。その際に取次役となったのが明智光秀であり、明智家重臣の斎藤利三の兄頼辰は、奉公衆石谷光政（空然）の婿養子で、光政のもう1人の娘が元親の正室（信親生母）であるという関係性にあった。
ところが、その後三好勢は凋落し、信長の脅威ではなくなった。天正3年（1575年）、河内の高屋城で籠城していた三好康長（笑岩）は、投降するとすぐに松井友閑を介して名器「三日月」を献上して信長に大変喜ばれ、一転して家臣として厚遇されるようになる。同じころに土佐を統一した長宗我部氏は、天正8年6月には砂糖三千斤を献じるなど信長に誼を通じる意思を示していた一方で、阿波・讃岐にまで大きく勢力を伸ばして、笑岩の子・康俊を降誘し、甥の十河存保を攻撃していて、信長の陪臣が攻められる状態ともなっていた。
笑岩は羽柴秀吉に接近して、その姉の子三好信吉を養嗣子に貰い受けることで、織田家の重臣である羽柴氏と誼を結んで長宗我部氏に対抗した。笑岩の本領である阿波美馬・三好の2郡が長宗我部氏に奪われると、天正9年、信長に旧領回復を訴えて織田家の方針が撤回されるように働きかけた。信長は三好勢と長宗我部氏の調停と称して、元親に阿波の占領地半分を返還するように通告したが、元親はこれを不服とした。
天正10年正月、信長は光秀を介して、長宗我部に土佐1国と南阿波2郡以外は返上せよという内容の新たな朱印状を出して従うように命じ、斎藤利三も石谷空然を通して説得を試みていたが、いずれも不調に終わる。この際、光秀は滅亡を避けるためにも信長の判断に従うようにと最後の説得を試みたが、元親の返答を待たずに、ついに信長は三男の神戸信孝を総大将とする四国征伐を命令し、本能寺の変の翌日に当たる6月3日、四国に渡ることになっていた。信長の四国政策の変更は、取次役としての明智光秀の面目を潰した。
早くも前年秋の段階で阿波・淡路での軍事活動を開始していた節のある笑岩は、2月9日に信長より四国出陣を命じられ、5月には織田勢の先鋒に任命されて勝瑞城に入った。三好勢が一宮城・夷山城を落すと、岩倉城に拠る康俊は再び寝返って織田側に呼応した。変の直前、三好勢は阿波半国の奪還に成功した状態で、目前に迫った信孝の出陣を待っていた。元親は利三との5月21日付けの書状で、一宮城・夷山城・畑山城からの撤退を了承するも土佐国の入口にあたる海部城・大西城については確保したいという意向を示し、阿波・讃岐から全面撤退せよと態度を硬化させた信長との間で瀬戸際外交が続けられていた。

#### 「近畿管領」
全国平定の戦略が各地で着実に実を結びつつあったこの時期に、織田家の重臣に率いられた軍団は西国・四国・北陸・関東に出払っており、畿内に残って遊撃軍のような役割を果たしていた明智光秀の立場は、特殊なものとなっていたと現代の史家は考えている。
近畿地方の一円に政治的・軍事的基盤を持っていた光秀は、近江・丹波・山城に直属の家臣を抱え、さらに与力大名（組下大名）として、丹後宮津城の長岡藤孝・忠興親子、大和郡山城の筒井順慶、摂津有岡城の池田恒興、茨木城の中川清秀、高槻城の高山右近を従えていた。
高柳光寿は著書『明智光秀』の中で「光秀は師団長格になり、近畿軍の司令官、近畿の管領になったのである。近畿管領などという言葉はないが、上野厩橋へ入った滝川一益を関東管領というのを認めれば、この光秀を近畿管領といっても少しも差支えないであろう」と述べて、初めてそれを「近畿管領」と表現した。桑田忠親も（同時期の光秀を）「近畿管領とも称すべき地位に就くことになった」として同意している。津本陽は光秀の立場を「織田軍団の近畿軍管区司令官兼近衛師団長であり、CIA長官を兼務していた」と書いている。光秀は、領国である北近江・丹波、さらには与力として丹後、若狭、大和、摂津衆を従えて出陣するだけでなく、甲州征伐では信長の身辺警護を行い、すでに京都奉行の地位からは離れていたとしても公家を介して依然として朝廷とも交流を持っており、（諜報機関を兼ねる）京都所司代の村井春長軒（貞勝）と共に都の行政に関わり、二条御新造の建築でも奉行をするなど、多岐に渡る仕事をこなしていた。
天正9年の馬揃えで光秀が総括責任者を務めたのはこうした職務から必然であり、（この時、羽柴秀吉は不在であったが）織田軍団の中で信長に次ぐ「ナンバーツーのポスト」に就いたという自負も目覚めていたと、野望説論者の永井路子は考えている。しかも、特定の管轄を持たなかった重臣、滝川一益と丹羽長秀が、相次いで関東に派遣されたり、四国征伐の準備や家康の接待に忙殺されている状況においては、機動的に活動が可能だったのは「近畿管領」たる光秀ただ1人であった。後述するように動機については諸説あって判然とはしないが、僅かな供廻りで京に滞在する信長と信忠を襲う手段と機会が、光秀だけにあったのである。

### 直前までの状勢
本能寺の変が起こる直前までの織田家諸将および徳川家康の動向を以下にまとめる。

| 大将（与力・一門衆） | 大将（与力・一門衆） | 所在          | 配下の軍勢                  | 状況 | 対立武将                                                 | 対立勢力                | 直前の行動・できごと |
| -------------------- | --- | ------------- | --------------------------- | ---- | -------------------------------------------------------- | ----------------------- | --- |
| 織田信長             | 織田信長 | 山城国        | 20-30から150-160            | 在京 | -                                                        | -                       | 5月29日、信長は中国出陣の準備をして待機するように命じ、小姓衆をつれて安土より上洛した。その際、茶道具の名器38点を携えており、6月1日、近衛前久を主賓として茶会を開いた。京都滞在は5日間の計画で、先に淡路で信孝の閲兵に向かうと伝えられていた。 |
|                      | 小姓衆（森成利・森長隆・森長氏等） | 山城国        | 20-30から150-160            | 在京 | -                                                        | -                       | 5月29日、信長は中国出陣の準備をして待機するように命じ、小姓衆をつれて安土より上洛した。その際、茶道具の名器38点を携えており、6月1日、近衛前久を主賓として茶会を開いた。京都滞在は5日間の計画で、先に淡路で信孝の閲兵に向かうと伝えられていた。 |
| 織田信忠             | 織田信忠 | 山城国        | 数百                        | 在京 | -                                                        | -                       | 5月14日、信忠は甲州征伐から安土に帰還。21日に上洛して妙覚寺に滞在。斎藤利治は病気で、信長・信忠に心配されて御供を外されていたが、後日、病気は治ったと加治田城を出発し、兄（斎藤利堯）が留守居する岐阜城を通り過ぎてそのまま、変前日（6月1日）に京に入り、妙覚寺で信忠と合流した。同日夜、信忠は村井貞勝をつれて本能寺を訪れ、父と酒を飲み交わした。 |
|                      | 一門衆（津田長利・勝長）・奉行衆（村井貞勝・菅屋長頼）・母衣衆（福富秀勝・野々村正成・毛利良勝）・御供衆（猪子兵助・団忠正・斎藤利治）等 | 山城国        | 数百                        | 在京 | -                                                        | -                       | 5月14日、信忠は甲州征伐から安土に帰還。21日に上洛して妙覚寺に滞在。斎藤利治は病気で、信長・信忠に心配されて御供を外されていたが、後日、病気は治ったと加治田城を出発し、兄（斎藤利堯）が留守居する岐阜城を通り過ぎてそのまま、変前日（6月1日）に京に入り、妙覚寺で信忠と合流した。同日夜、信忠は村井貞勝をつれて本能寺を訪れ、父と酒を飲み交わした。 |
| 明智光秀             | 明智光秀 | 丹波国 山城国 | 13,000                      | 出陣 | -                                                        | -                       | 天正9年の馬揃えでは総括責任者を務めた光秀であったが、甲州征伐では信長の身辺警固を命じられたのみで、活躍の場はなく安土に帰還。その後、徳川家康の饗応役に任命されて準備をしたが、備中高松城包囲中の羽柴秀吉から急使があり、援軍に赴くように信長から急遽命じられて、饗応役も長秀と交代。光秀はすぐに軍勢の支度のために5月17日に坂本城に戻り、さらには26日には領地の丹波・亀山城に向かった。 |
|                      | 明智秀満・明智光忠・斎藤利三・溝尾茂朝・藤田行政・伊勢貞興・山崎長徳・並河易家                                                           | 丹波国 山城国 | 13,000                      | 出陣 | -                                                        | -                       | 天正9年の馬揃えでは総括責任者を務めた光秀であったが、甲州征伐では信長の身辺警固を命じられたのみで、活躍の場はなく安土に帰還。その後、徳川家康の饗応役に任命されて準備をしたが、備中高松城包囲中の羽柴秀吉から急使があり、援軍に赴くように信長から急遽命じられて、饗応役も長秀と交代。光秀はすぐに軍勢の支度のために5月17日に坂本城に戻り、さらには26日には領地の丹波・亀山城に向かった。 |
|                      | 明智十五郎・阿閉貞征・妻木広忠・京極高次・山崎堅家                                                                                       | 近江国        | 不明                        | 在番 | -                                                        | -                       | 嫡男十五郎は坂本城に留守居。阿閉は山本山城、京極は上平寺城と、それぞれ居城にいた。（山城国の）山崎堅家は安土の館に詰めていた。 |
|                      | 筒井順慶 | 山城国        | -                           | 在京 | -                                                        | -                       | 筒井順慶は甲州征伐に明智配下として出征して大和郡山城に帰還。直前は順慶本人は京に滞在していた。 |
|                      | 長岡忠興（長岡藤孝）・池田恒興・高山右近・中川清秀・塩川長満                                                                             | 丹後国 摂津国 | 8,500以上                   | 準備 | -                                                        | -                       | 長岡忠興・池田（元助・照政）・中川は、甲州征伐に明智配下として出征したが、5月17日、秀吉に援軍として向かう光秀の与力として、他2氏と共に先鋒を命じられたので、領国に戻って再び出陣準備をしていた。 |
| 羽柴秀吉             | 羽柴秀吉 | 備中国        | 30,000 から 60,000          | 対陣 | 清水宗治・末近信賀・毛利輝元・吉川元春・小早川隆景       | 35,000以上 ~50,000      | 天正10年3月5日、秀吉は山陽道に出陣し、4月4日、宇喜多秀家の岡山城に入城。14日、秀吉は宇喜多勢と龍王山と八幡山に陣した。25日に冠山城を攻略して林重真が切腹。5月2日に乃美元信が開城して宮路山城を退去し、加茂城では生石治家が寝返ったが桂広繁が（宇喜多勢の）戸川秀安を撃退して本丸は守った。7日、秀吉は蛙ヶ鼻に陣を移し、足守川を堰き止めて高松城を水没させた。15日、秀吉は信長に状況を知らせ、毛利勢の総大将・毛利輝元が間もなく出陣すると報告した。2日後、これを聞いた信長は、明智光秀らに出陣を命じた。小早川隆景が幸山城に入り、21日、毛利輝元・吉川元春も合流して総勢5万の援軍が到着した。 |
|                      | 羽柴秀長・羽柴秀勝・杉原家次・蜂須賀正勝・堀尾吉晴・神子田正治・宇喜多忠家・黒田孝高・仙石秀久                                           | 備中国        | 30,000 から 60,000          | 対陣 | 清水宗治・末近信賀・毛利輝元・吉川元春・小早川隆景       | 35,000以上 ~50,000      | 天正10年3月5日、秀吉は山陽道に出陣し、4月4日、宇喜多秀家の岡山城に入城。14日、秀吉は宇喜多勢と龍王山と八幡山に陣した。25日に冠山城を攻略して林重真が切腹。5月2日に乃美元信が開城して宮路山城を退去し、加茂城では生石治家が寝返ったが桂広繁が（宇喜多勢の）戸川秀安を撃退して本丸は守った。7日、秀吉は蛙ヶ鼻に陣を移し、足守川を堰き止めて高松城を水没させた。15日、秀吉は信長に状況を知らせ、毛利勢の総大将・毛利輝元が間もなく出陣すると報告した。2日後、これを聞いた信長は、明智光秀らに出陣を命じた。小早川隆景が幸山城に入り、21日、毛利輝元・吉川元春も合流して総勢5万の援軍が到着した。 |
|                      | 宮部継潤・亀井茲矩 | 因幡国        | 不明                        | 城番 | -                                                        | -                       | 宮部は鳥取城。亀井は鹿野城。 |
| 神戸信孝・丹羽長秀   | 神戸信孝・丹羽長秀 | 和泉国 摂津国 | 14,000 （三好勢6,000）      | 準備 | -                                                        | -                       | 5月11日、信孝は住吉ヘ出陣し、四国征伐の渡海準備を始めた。予定では6月2日に淡路に渡海して（中国に向かう途中の）信長も4日に来るはずであった。長秀は5月14日に家康・梅雪・信忠を番場で接待し、光秀が出た後は20日以降は4名で家康一行を接待した。堀が羽柴の伝令として派遣され、菅屋が奉行の役目で離れ、長秀は信澄と共に引き続き饗応役となるように命じられ、先に大坂に向かった。 |
|                      | 蜂屋頼隆・九鬼嘉隆・津田信澄 | 和泉国 摂津国 | 14,000 （三好勢6,000）      | 準備 | -                                                        | -                       | 5月11日、信孝は住吉ヘ出陣し、四国征伐の渡海準備を始めた。予定では6月2日に淡路に渡海して（中国に向かう途中の）信長も4日に来るはずであった。長秀は5月14日に家康・梅雪・信忠を番場で接待し、光秀が出た後は20日以降は4名で家康一行を接待した。堀が羽柴の伝令として派遣され、菅屋が奉行の役目で離れ、長秀は信澄と共に引き続き饗応役となるように命じられ、先に大坂に向かった。 |
|                      | 三好笑岩・十河存保・三好康俊 | 阿波国        | 14,000 （三好勢6,000）      | 戦闘 | 香宗我部親泰・長宗我部信親・比江山親興・江村親俊         | 3,000                   | 先鋒・三好笑岩は5月に勝瑞城に入り、一宮城と夷山城を攻略し、康俊が岩倉城で織田側に寝返って呼応。阿波半国を奪還して神戸信孝の本隊の到着を待っていた。長宗我部氏は畑山城からは撤退したが、海部城・大西城では抵抗する構えであった。 |
| 柴田勝家             | 柴田勝家 | 越中国 能登国 | 48,000 （魚津城攻囲15,000） | 戦闘 | 上杉景勝・中条景泰・上条政繁・吉江宗信（景資）・須賀盛能 | 3,000 または5,000 +城兵 | 河田長親は既に亡く上条政繁が指揮する越中の上杉勢。3月11日、小島職鎮ら一揆勢が神保長住の富山城を落として長住を監禁したが、織田勢が奪還。柴田・前田らは松倉城と魚津城を囲み、越境して勝山城も攻めた。上杉景勝は新発田重家の反乱もあって対応に苦慮。5月16日、景勝は天神山城に後詰で入るが、魚津城の戦いの最中に長景連が棚木城を奪った際にも、長連龍・前田利家による奪還（22日）に為すすべなく、勝ち目のない上杉勢は6月を前にして撤退を検討していた。 |
|                      | 柴田勝豊・佐々成政・前田利家・佐久間盛政・徳山則秀・神保氏張・長連龍・椎名孫六入道                                                       | 越中国 能登国 | 48,000 （魚津城攻囲15,000） | 戦闘 | 上杉景勝・中条景泰・上条政繁・吉江宗信（景資）・須賀盛能 | 3,000 または5,000 +城兵 | 河田長親は既に亡く上条政繁が指揮する越中の上杉勢。3月11日、小島職鎮ら一揆勢が神保長住の富山城を落として長住を監禁したが、織田勢が奪還。柴田・前田らは松倉城と魚津城を囲み、越境して勝山城も攻めた。上杉景勝は新発田重家の反乱もあって対応に苦慮。5月16日、景勝は天神山城に後詰で入るが、魚津城の戦いの最中に長景連が棚木城を奪った際にも、長連龍・前田利家による奪還（22日）に為すすべなく、勝ち目のない上杉勢は6月を前にして撤退を検討していた。 |
| 滝川一益             | 滝川一益 | 上野国        | 26,200                      | 出陣 | -                                                        | -                       | 滝川一益は当初より後北条氏との取次役であったが、甲州征伐では信忠の補佐役も務めて、3月11日に天目山で武田勝頼父子を自害させて首を取るという大手柄を挙げた。3月23日、事実上の一番手柄として、上野国と信濃2郡、名馬を与えられて、関東八州の警固役に任命されて、上野厩橋城に入城した。上州・信州・武州の諸将を与力として従え、一益はこの軍勢を糾合して、三国峠を越えて越後に攻め入る予定であった。 |
|                      | 滝川益重・津田秀政・稲田九蔵・小幡信貞・真田昌幸・内藤昌月・由良国繁・安中久繁・成田氏長・木部貞朝・依田信蕃                             | 上野国        | 26,200                      | 出陣 | -                                                        | -                       | 滝川一益は当初より後北条氏との取次役であったが、甲州征伐では信忠の補佐役も務めて、3月11日に天目山で武田勝頼父子を自害させて首を取るという大手柄を挙げた。3月23日、事実上の一番手柄として、上野国と信濃2郡、名馬を与えられて、関東八州の警固役に任命されて、上野厩橋城に入城した。上州・信州・武州の諸将を与力として従え、一益はこの軍勢を糾合して、三国峠を越えて越後に攻め入る予定であった。 |
|                      | 河尻秀隆・森長可・毛利秀頼・稲葉貞通 | 甲斐国 信濃国 | 不明                        | 鎮定 | 芋川正元・一揆勢                                         | 不明                    | 河尻は穴山領を除く甲斐国と諏訪郡を領して府中城に、森長可は北信濃4郡を領して海津城に、毛利秀頼は伊奈郡を領して飯田城に入った。4月初旬、飯山城を一揆が攻撃して稲葉貞通を追った。長可が反撃して城を奪回し、一揆勢8千余を鎮圧した。その際に女子供を含む数千人を成敗した。信濃は不穏な状況で、長可の越後攻めは遅延していた。 |
|                      | 木曾義昌・小笠原信嶺 | 信濃国        | 不明                        | 安堵 | -                                                        | -                       | 木曾義昌は木曽谷の2郡の安堵、さらに安曇郡・筑摩郡を加増された。小笠原信嶺も旧領安堵された。 |
| 徳川家康・穴山信君   | 徳川家康・穴山信君 | 河内国        | 34                          | 旅行 | -                                                        | -                       | 家康は一貫して低姿勢で、天正3年に叔父水野信元を、天正7年には嫡男信康を、内通の嫌疑で斬った。天正10年、甲州征伐の折にも信長の帰途を誠心誠意もてなし喜ばれる。駿河を与えられた返礼として家康は穴山梅雪と共に5月中旬に安土は訪れ、信長は光秀や長秀を付けて接待させた。その後、堺の見物を勧められて長谷川秀一が案内人として同伴した。 |

※主な出典は『信長公記』、『史料綜覧』、『史籍集覧』

## 経緯

### 信長と光秀
天正10年（1582年）5月14日、織田信長は（『兼見卿記』によれば）安土城に下向した長岡藤孝に命じ、明智光秀を在荘として軍務を解くから翌日に安土を訪れる予定の徳川家康の饗応役を務めるようにと指示した。そこで光秀は京・堺から珍物を沢山取り揃えて、15日より3日間、武田氏との戦いで長年労のあった徳川家康や、金2,000枚を献じて所領安堵された穴山梅雪らの一行をもてなした。

ところが、17日、備中高松城攻囲中の羽柴秀吉から、毛利輝元・小早川隆景・吉川元春の後詰が現れたので応援を要請するという旨の手紙が届いたため、信長は「今、安芸勢と間近く接したことは天が与えた好機である。自ら出陣して、中国の歴々を討ち果たし、九州まで一気に平定してしまおう」と決心して、堀秀政を使者として備中に派遣し、光秀とその与力衆（長岡藤孝・池田恒興・高山右近・中川清秀・塩川長満）には援軍の先陣を務めるように命じた。ただし『川角太閤記』では、単なる秀吉への援軍ではなく光秀の出陣の目的は毛利領国である伯耆・出雲に乱入して後方を撹乱することにあったとしている。ともかく、光秀は急遽17日中に居城坂本城に戻り、出陣の準備を始めた。
19日、信長は摠見寺で幸若太夫に舞をまわせ、家康、近衛前久、梅雪、楠長譜、長雲、松井友閑に披露させた。信長は大変に上機嫌で、舞が早く終わったので翌日の出し物だった能を今日やるようにと丹波田楽の梅若太夫に命じたが、見る見るうちに機嫌が悪くなり、不出来で見苦しいといって梅若太夫を厳しく叱責した。その後、幸若太夫に舞を再びまわせ、ようやく信長は機嫌を直したと云う。20日、家康の饗応役を新たに、丹羽長秀、堀秀政、長谷川秀一、菅屋長頼の4名に命じた。信長は家康に京・大坂・奈良・堺をゆるりと見物するように勧めたので、21日、家康と梅雪は京に出立し長谷川秀一が案内役として同行した。長秀と津田信澄は大坂に先に行って家康をもてなす準備をするよう命じられた。
同日、信長の嫡男信忠も上洛して、一門衆、母衣衆などを引き連れて妙覚寺に入った。信忠がこの時期に上洛した理由はよくわかっていないが、家康が大坂・堺へ向かうのに同行するためとも、弟神戸信孝の四国征伐軍の陣中見舞いをする予定で信長と一緒に淡路に行くつもりだったとも言う。いずれにしても、信忠はこの日から変の日まで妙覚寺に長逗留した。
26日、坂本城を発した光秀は、別の居城である丹波亀山城に移った。27日、光秀は亀山の北に位置する愛宕山に登って愛宕権現に参拝し、その日は参籠（宿泊）した。（『信長公記』によると）光秀は思うところあってか太郎坊の前で二度、三度とおみくじを引いたそうである。28日（異説では24日）、光秀は威徳院西坊で連歌の会（愛宕百韻）を催し、28日中に亀山に帰城した。（『川角太閤記』によると）山崎長門守と林亀之助が伝えたところによれば、光秀は翌29日に弓鉄砲の矢玉の入った長持などの百個の荷物を運ぶ輜重隊を西国へ先発させていたと云う。

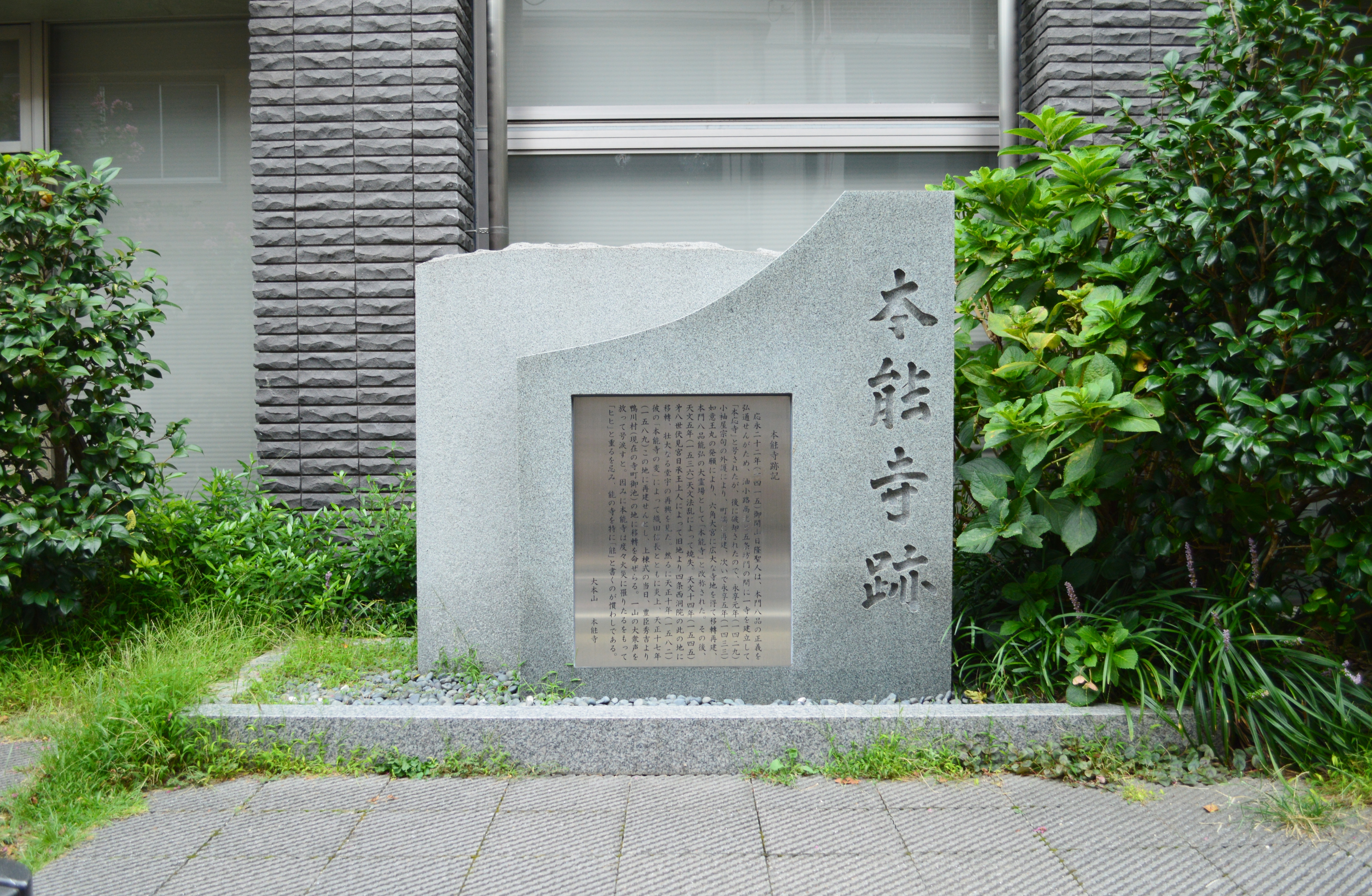
本能寺跡碑（京都市中京区）

29日、信長は安土城を留守居衆と御番衆に託すと、「戦陣の用意をして待機、命令あり次第出陣せよ」と命じて、供廻りを連れずに小姓衆のみを率いて上洛し、同日、京での定宿であった本能寺に入った。信長の上洛の理由もよくわかっていないが、勧修寺晴豊の『日々記』や信孝朱印状によると、実現はしなかったものの6月4日に堺から淡路へ訪れる予定であったと云い、このことから毛利攻めの中国出陣は早くとも5日以降であったと推測され、安土より38点の名器をわざわざ京に運ばせていたことから道具開きの茶会を開いて披露するのが直接的な目的だったと考えられる。博多の豪商島井宗室が所持する楢柴肩衝が目当てで、信長は何とかこれを譲らせようと思っていたとも言われるが、別の説によればそれはついでで、作暦大権（尾張暦採用問題）など朝廷と交渉するための上洛だったとも云う。
6月1日、信長は、近衛前久・信基父子、二条昭実、勧修寺晴豊、甘露寺経元などの公卿・僧侶ら40名を招き、本能寺で茶会を開いた。名物びらきの茶事が終わると酒宴となり、妙覚寺より信忠が来訪して信長・信忠親子は久しぶりに酒を飲み交わした。深夜になって信忠が帰った後も、信長は寂光寺にて本因坊算砂と鹿塩利賢の囲碁の対局を見て、しばらく後に就寝した。

#### 当時の本能寺

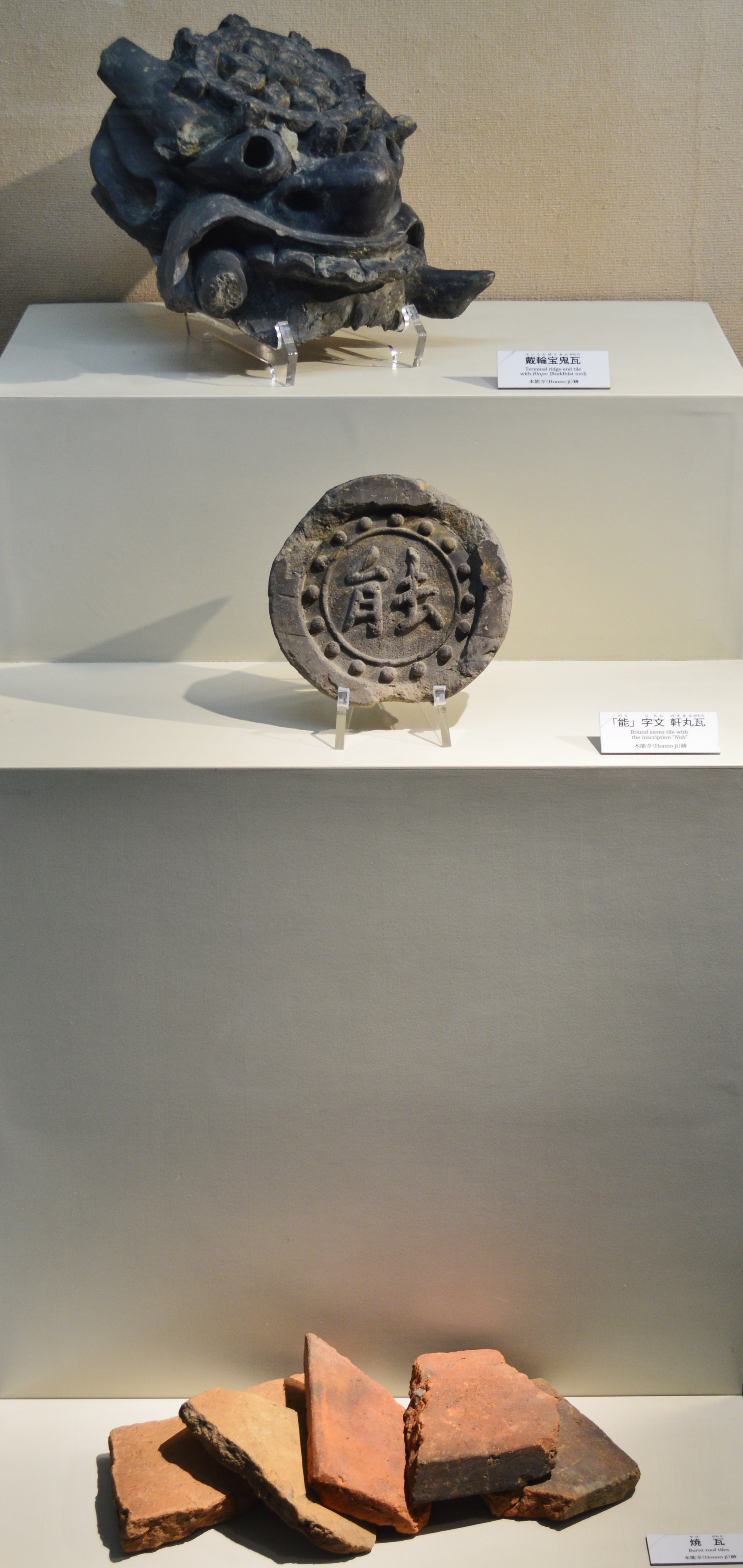
出土瓦
京都市考古資料館展示。

本能寺は現在とは場所が異なり、東は西洞院大路、西は油小路通、南は四条坊門小路（現蛸薬師通）、北は六角通に囲まれた4町々（１町）の区画内にあって、東西約120メートル南北約120メートルという敷地に存在した。本能寺は天正8年（1580年）2月に本堂や周辺の改築が施された。堀の幅が約2メートルから4メートルで深さが約1メートルの堀、0.8メートルの石垣とその上の土居が周囲にあって、防御面にも配慮された城塞のような城構えを持っていたことが、平成19年（2007年）の本能寺跡の発掘調査でも確認されている。当時、敷地の東には（後年は暗渠となる）西洞院川があり、西洞院大路の路地とは接せずに土居が川まで迫り出していて、西洞院川は堀川のような役割を果たしていたようである。調査では本能寺の変と同時期のものと見られる大量の焼け瓦、土器、護岸の石垣を施した堀の遺構などが見つかっている。河内将芳は「信長が本能寺に、信忠が妙覚寺に、それぞれいることが判明しなければ、光秀は襲撃を決行しなかっただろう」という見解を述べているが、同じ京都二条には明智屋敷もあり、動静は把握されていたと考えられる。

### 本能寺討入

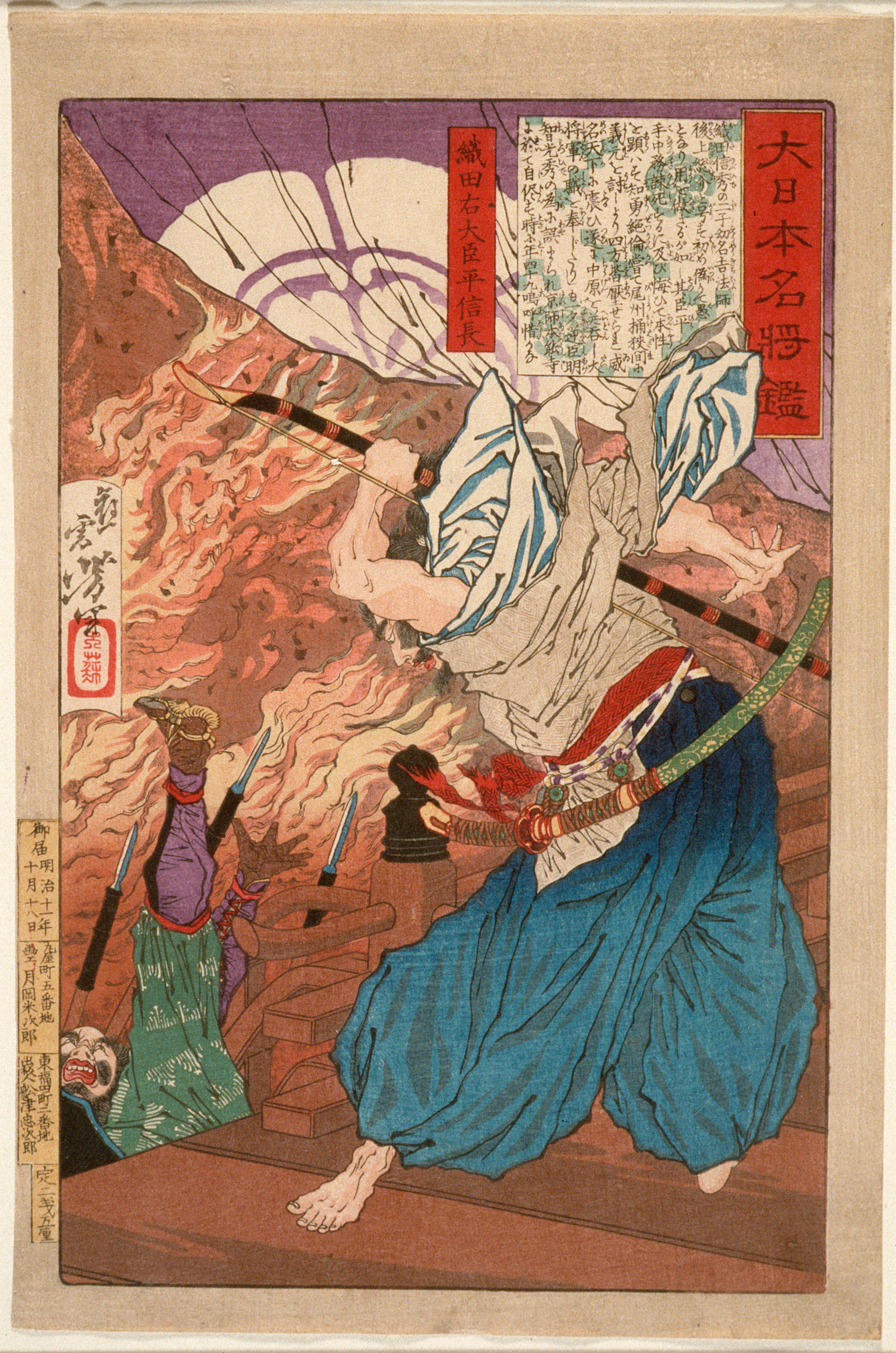
燃える本能寺で戦う信長（月岡芳年作）

6月1日、光秀は1万3,000人の手勢を率いて丹波亀山城を出陣した。（『川角太閤記』によれば）「京の森成利（蘭丸）より飛脚があって、中国出陣の準備ができたか陣容や家中の馬などを信長様が検分したいとのお達しだ」と物頭たちに説明して、午後4時ごろ（申の刻）より準備ができ次第、逐次出発した。亀山の東の柴野に到着して、斎藤利三に命じて1万3,000人を勢ぞろいさせたのは、午後6時ごろ（酉の刻）のことであった。

光秀はそこから1町半ほど離れた場所で軍議を開くと、明智秀満（弥平次）に重臣達を集めるように指示した。明智滝朗の『光秀行状記』によると、この場所は篠村八幡宮であったという伝承があるそうである。秀満、明智光忠（次右衛門）、利三、藤田行政（伝五）、溝尾茂朝が集まったところで、ここで初めて謀反のことが告げられ、光秀と重臣達は「信長を討果し天下の主となるべき調儀」を練った。また（『当代記』によれば）この5名には起請文を書かせ、人質を取ったということである。
亀山から西国への道は南の三草山を越えるのが当時は普通であったが、光秀は「老の山（老ノ坂）を上り、山崎を廻って摂津の地を進軍する」と兵に告げて軍を東に向かわせた。駒を早めて老ノ坂峠を越えると、沓掛で休息を許し、夜中に兵糧を使い、馬を休ませた。沓掛は京への道と西国への道の分岐点であったが（『川角太閤記』によれば）信長に注進する者が現れて密事が漏れないように、光秀は家臣天野源右衛門（安田国継）を呼び出し、先行して疑わしい者は斬れと命じた。夏で早朝から畑に瓜を作る農民がいたが、殺気立った武者が急ぎ来るのに驚いて逃げたので、天野はこれを追い回して20、30人斬り殺した。なお、大軍であるため別隊が京へ続くもう一つの山道、唐櫃越から四条街道を用いたという「明智越え」の伝承もある。
6月2日未明、桂川に到達すると、光秀は触をだして、馬の沓を切り捨てさせ、徒歩の足軽に新しく足半（あしなか）の草鞋に替えるように命じ、火縄を一尺五寸に切って火をつけ、五本ずつ火先を下にして掲げるように指示した。これは戦闘準備を意味した。
明智軍に従軍していた本城惣右衛門による『本城惣右衛門覚書』には「（家康が上洛していたので）いゑやすさまとばかり存候」という記述があり、家臣たちは御公儀様（信長）の命令で徳川家康を討ち取ると思っていたとされ、真の目的が知らされていなかったことを示している。ルイス・フロイスの『日本史』にも「或者は是れ或は信長の内命によりて、其の親類たる三河の君主（家康）を掩殺する為めではないかと、疑惑した」という記述があり、有無を言わせず、相手を知らせることなく兵を攻撃に向かわせたと書かれている。一方で『川角太閤記』では触で「今日よりして天下様に御成りなされ候」と狙いが信長であることを婉曲的に告げたとし、兵は「出世は手柄次第」と聞いて喜んだとしている。
なお、このときに光秀が「敵は本能寺にあり」と宣言したという話が有名であるが、これは江戸時代前期の元禄年間頃に成立した『明智軍記』にある「敵は四条本能寺・二条城にあり」や、寛永18年（1641年）に成立したとされる林羅山の『織田信長譜』で、大江山の出来事として「光秀曰敵在本能寺於是衆始知其有叛心（光秀曰く、敵は本能寺にあり。これを於いて衆はその叛心有るを知る）」という記述を出典として変化した俗説である。江戸時代後期の文政10年（1827年）に頼山陽が様々な歴史書から引用して書き上げた『日本外史』では、桂川を渡る際に「吾敵在本能寺矣（我が敵は本能寺に在り）」と述べたという記述になった。しかし同時代史料には光秀の言葉は一切残っていない。
桂川を越えた辺りで夜が明けた。先鋒の斎藤利三は、市中に入ると、町々の境にあった木戸を押し開け、潜り戸を過ぎるまでは幟や旗指物を付けないこと、本能寺の森・さいかちの木・竹藪を目印にして諸隊諸組で思い思いに分進して、目的地に急ぐように下知した。
6月2日曙（午前4時ごろ）、明智勢は本能寺を完全に包囲し終えた。寄手の人数に言及する史料は少ないが、『 祖父物語』ではこれを3,000余騎としている。南門から突入した本城惣右衛門の回想によれば、寺内にはほとんど相手はおらず、門も開きっぱなしであったという。

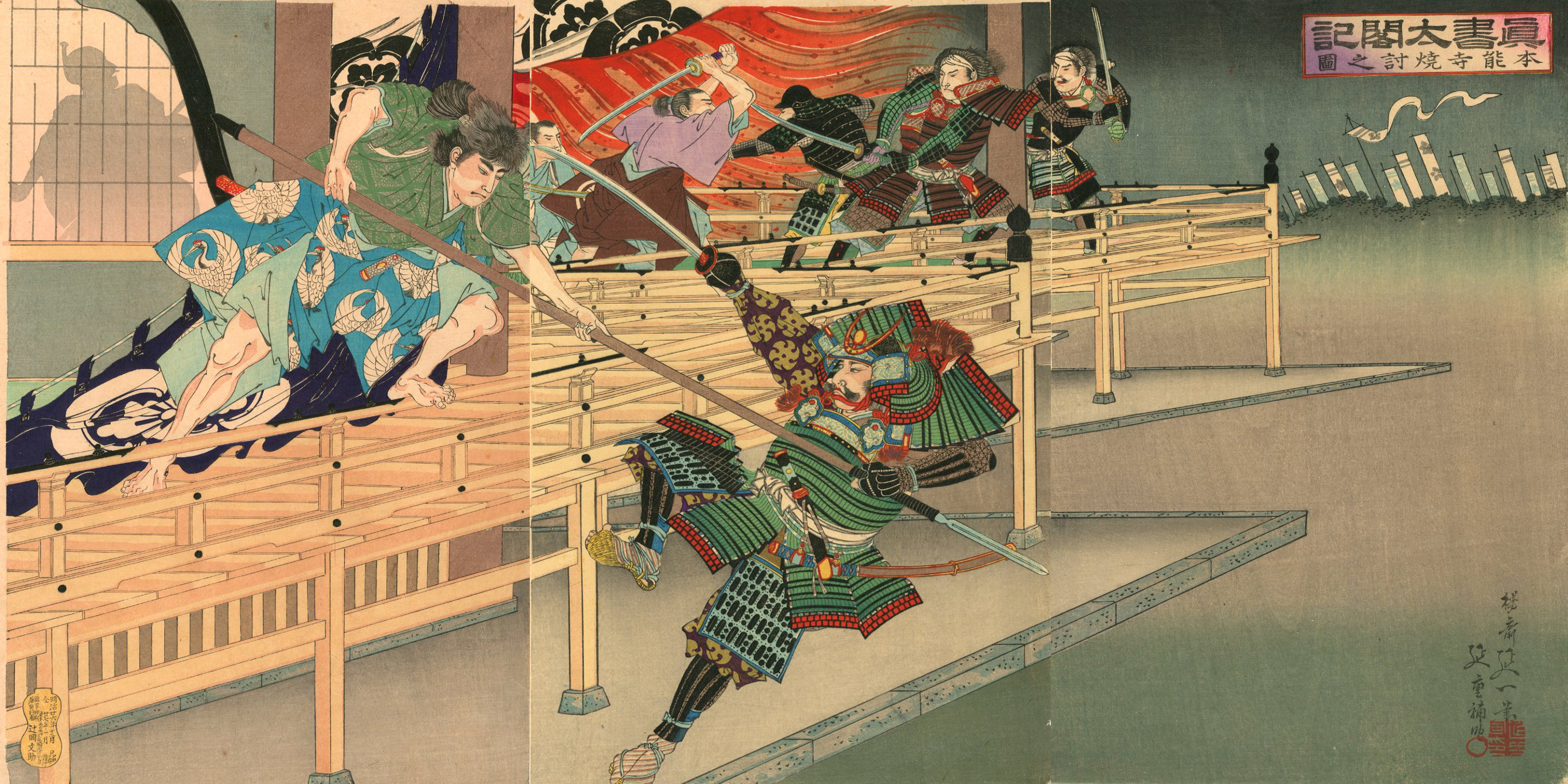
『真書太閤記　本能寺焼討之図』（渡辺延一作）

『信長公記』によれば、信長や小姓衆はこの喧噪は最初下々の者の喧嘩だと思っていたが、しばらくすると明智勢は鬨の声を上げて、御殿に鉄砲を撃ち込んできた。信長は「さては謀反だな、誰のしわざか（こは謀反か。如何なる者の企てぞ）」と蘭丸に尋ねて物見に行かせたところ「明智の軍勢と見受けます（明智が者と見え申し候）」と報告するので、信長は「やむをえぬ（是非に及ばず）」と一言いったと云う。通説では、この言葉は、光秀の謀叛であると聞いた信長が、彼の性格や能力から脱出は不可能であろうと悟ったものと解釈されている。また異説であるが、『三河物語』では信長が「城之介がべつしんか」と尋ねてまず息子である信忠（秋田城介）の謀叛（別心）を疑ったということになって、蘭丸によって「あけちがべつしんと見へ申」と訂正されたことになっている。スペイン人貿易商アビラ・ヒロンが書いた『日本王国記』では、噂によると、信長は明智が包囲していることを知らされると、口に指をあてて、「余は余自ら死を招いたな」と言ったということである。
明智勢が四方より攻め込んできたので、御堂に詰めていた御番衆も御殿の小姓衆と合流して一団となって応戦した。矢代勝介（屋代勝助）ら4名は厩から敵勢に斬り込んだが討死し、厩では中間衆など24人が討死した。御殿では台所口で高橋虎松が奮戦してしばらく敵を食い止めたが、結局、24人が尽く討死した。湯浅直宗と小倉松寿は町内の宿舎から本能寺に駆け込み、両名とも斬り込んで討死にした。
信長は初め弓を持って戦ったが、どの弓もしばらくすると弦が切れたので、次に槍を取って敵を突き伏せて戦うも（右の）肘に槍傷を受けて内に退いた。信長はそれまで付き従っていた女房衆に「女はくるしからず、急罷出よ」と逃げるよう指示した。『当代記』によれば三度警告し、避難を促したと云う。すでに御殿には火がかけられていて、近くまで火の手が及んでいたが、信長は殿中の奥深くに篭り、内側から納戸を締めて切腹した。『信長公記』ではこの討ち入りが終わったのが午前8時（辰の刻）前とする。（続き）
「光秀ハ鳥羽ニ」
近年、光秀は本能寺の現場には行かず、襲撃は部下に実行させていたとする学説が出てきた。光秀本人が本能寺を襲ったと考えられてきたのは、光秀と交流があった公家の吉田兼見の日記に「惟任日向守（光秀のこと）、信長之屋敷本応寺へ取懸」と記されていたためとみられるが、うわさを書き残した可能性も指摘され、果たして本能寺の変のときに光秀本人がどこにいたのかは、研究者の間でも議論されてきた。江戸時代前期の加賀藩の兵学者・関屋政春の著書『乙夜之書物（いつやのかきもの）』には、光秀の重臣・斎藤利三の三男で本能寺の変当時16歳で自らも変に関わった斎藤利宗が、甥で加賀藩士の井上清左衛門に語った内容が収録されているが、富山市郷土博物館主査学芸員の萩原大輔は同書を読解して、重臣の利三と秀満が率いた先発隊2千余騎が本能寺を襲い、「光秀ハ鳥羽ニヒカエタリ」と光秀は寺から約8km南の鳥羽に控えていたとし、奥書（書き入れ）に政春が息子のために書き残したもので他人に見せることは厳禁と書かれていることなどから、萩原は信頼性が高い記述であると判断している。本郷和人は、光秀が本能寺に行かなかったことについて、「十分あり得ることではないか。光秀自身が最前線に赴く必要はないし、重臣を向かわせたのも理にかなう」と話している。
宣教師の話
一方、本能寺南側から僅か1街（約254メートル）離れた場所に南蛮寺（教会）があったので、イエズス会宣教師達がこれの一部始終を遠巻きに見ていた。彼らの証言を書き記したものが、天正11年の『イエズス会日本年報』にある。
この日、フランシスコ・カリオン司祭が早朝ミサの準備をしていると、キリシタン達が慌てて駆け込んできて、危ないから中止するように勧めた。その後、銃声がして、火の手が上がった。また別の者が駆け込んで来て、これは喧嘩などではなく明智が信長に叛いて包囲したものだという報せが届いた。本能寺では謀叛を予期していなかったので、明智の兵たちは怪しまれること無く難なく寺に侵入した。信長は起床して顔や手を清めていたところであったが、明智の兵は背後から弓矢を放って背中に命中させた。信長は矢を引き抜くと、薙刀という鎌のような武器を振り回して腕に銃弾が当たるまで奮戦したが、奥の部屋に入り、戸を閉じた。或人は、日本の大名にならい割腹して死んだと云い、或人は、御殿に放火して生きながら焼死したと云う。だが火事が大きかったので、どのように死んだかはわかっていない。いずれにしろ「諸人がその声ではなく、その名を聞いたのみで戦慄した人が、毛髪も残らず塵と灰に帰した」としめている。

#### 信長の首と遺体
戦後、明智勢は信長の遺体をしばらく探したが見つからなかった。光秀も不審に思って捕虜に色々と尋ねてみたが、結局、行方は分からずじまいだった。（『祖父物語』によれば）光秀が信長は脱出したのではないかと不安になって焦燥しているところ、これを見かねた斎藤利三が（光秀を安心させるために）合掌して火の手の上がる建物奥に入っていくのを見ましたと言ったので、光秀はようやく重い腰を上げて二条御新造の攻撃に向かった。
後世、光秀が信長と信忠の首を手に出来ずに生存説を否定できなかったために、本能寺の変以後、信長配下や同盟国の武将が明智光秀の天下取りの誘いに乗らなかったのであるという説がある。後の中国大返しの際に羽柴秀吉は多くの武将に対して「上様ならびに殿様いづれも御別儀なく御切り抜けなされ候。膳所が崎へ御退きなされ候」との虚報を伝え広めたが、数日間は近江近在でも信長生存の情報が錯綜し、光秀が山岡景隆のような小身の与力武将にすら協力を拒まれたところを見ると、それが明智勢に不利に働いたことは否めない。
日本の木造の大きな建物が焼け落ちた膨大な残骸の中からは、当時の調査能力では特定の人物の遺骸は見つけられなかったであろうと、未発見の原因を説明する指摘もある。『祖父物語』によれば、蘭丸は信長の遺骸の上に畳を5、6帖を覆いかぶせたと云い、前述の宣教師の話のように遺体が灰燼に帰してしまうことはあり得ることである。
また異説として、信長が帰依していたとする阿弥陀寺（上立売通大宮）の縁起がある。変が起きた時、大事を聞きつけた玉誉清玉上人は僧20名と共に本能寺に駆けつけたが、門壁で戦闘中であって近寄ることができなかった。しかし、裏道堀溝に案内する者があり、裏に回って生垣を破って寺内に入ったが、寺院にはすでに火がかけられ、信長も切腹したと聞いて落胆する。ところが墓の後ろの藪で10名あまりの武士が葉を集めて火をつけていたのを見つけ、彼らに信長のことを尋ねると、遺言で遺骸を敵に奪われて首を敵方に渡すことがないようにと指示されたが、四方を敵に囲まれて遺骸を運び出せそうにもないので、火葬にして隠してその後切腹しようとしているところだと答えた。上人はこれを聞いて生前の恩顧に報いる幸運である、火葬は出家の役目であるから信長の遺骸を渡してくれれば火葬して遺骨を寺に持ち帰り懇ろに弔って法要も欠かさないと約束すると言うと、武士は感謝してこれで表に出て敵を防ぎ心静かに切腹できると立ち去った。上人らは遺骸を荼毘に付して信長の遺灰を法衣に詰め、本能寺の僧衆が立ち退くのを装って運び出し、阿弥陀寺に持ち帰り、塔頭の僧だけで葬儀をして墓を築いたと云う。また二条御新造で亡くなった信忠についても、遺骨（と思しき骨）を上人が集めて信長の墓の傍に信忠の墓を作ったと云う。さら上人は光秀に掛け合って変で亡くなった全ての人々を阿弥陀寺に葬る許可を得たとしている。秀吉が天下人になった後、阿弥陀寺には法事領300石があてられたが、上人はこれを度々拒否したので、秀吉の逆鱗に触れ、大徳寺総見院を織田氏の宗廟としてしまったので、阿弥陀寺は廃れ無縁寺になったという。この縁起「信長公阿弥陀寺由緒之記録」は古い記録が焼けたため、享保16年に記憶を頼りに作り直したと称するもので史料価値は高くはないという説もあるが、この縁で阿弥陀寺には「織田信長公本廟」が現存する。ただし阿弥陀寺と墓は天正15年に上京区鶴山町に移転している。
また別の異説として、作家安部龍太郎と歴史家山口稔によれば、西山本門寺（静岡県富士宮市）寺伝に本能寺の変の時に信長の供をしていた原宗安（志摩守）が本因坊算砂の指示で信長の首を寺に運んで供養したという記載があるという。
『崇福寺文書』によると、信長の側室の1人である小倉氏（お鍋の方）が、6月6日、美濃の崇福寺に信長・信忠の霊牌（霊代を祭る木札）を持ち込んだとあり、同寺にも織田信長公父子廟があるが（前述の非公認を除けば）最初の墓であった。

### 妙覚寺・二条御新造
北北東に1.2キロ離れた場所にあった妙覚寺（旧地・上妙覚寺町）の信忠は、光秀謀反の報を受けて本能寺に救援に向かおうと出たが、村井貞勝（春長軒）ら父子3名が駆け付けて制止した。村井邸（三条京極・旧春長寺）は現在の本能寺門前にあったが、当時の本能寺は場所が異なるため、東に約1キロ離れた所にあった。前述のように本能寺は全周を水堀で囲まれて、特に西洞院川に遮られる東側からの接近は困難であり、四門を明智勢に囲まれた後では容易に入ることはできなかった。そこで彼らは二条通の方に向かって、妙覚寺に馳せ参じたのである。

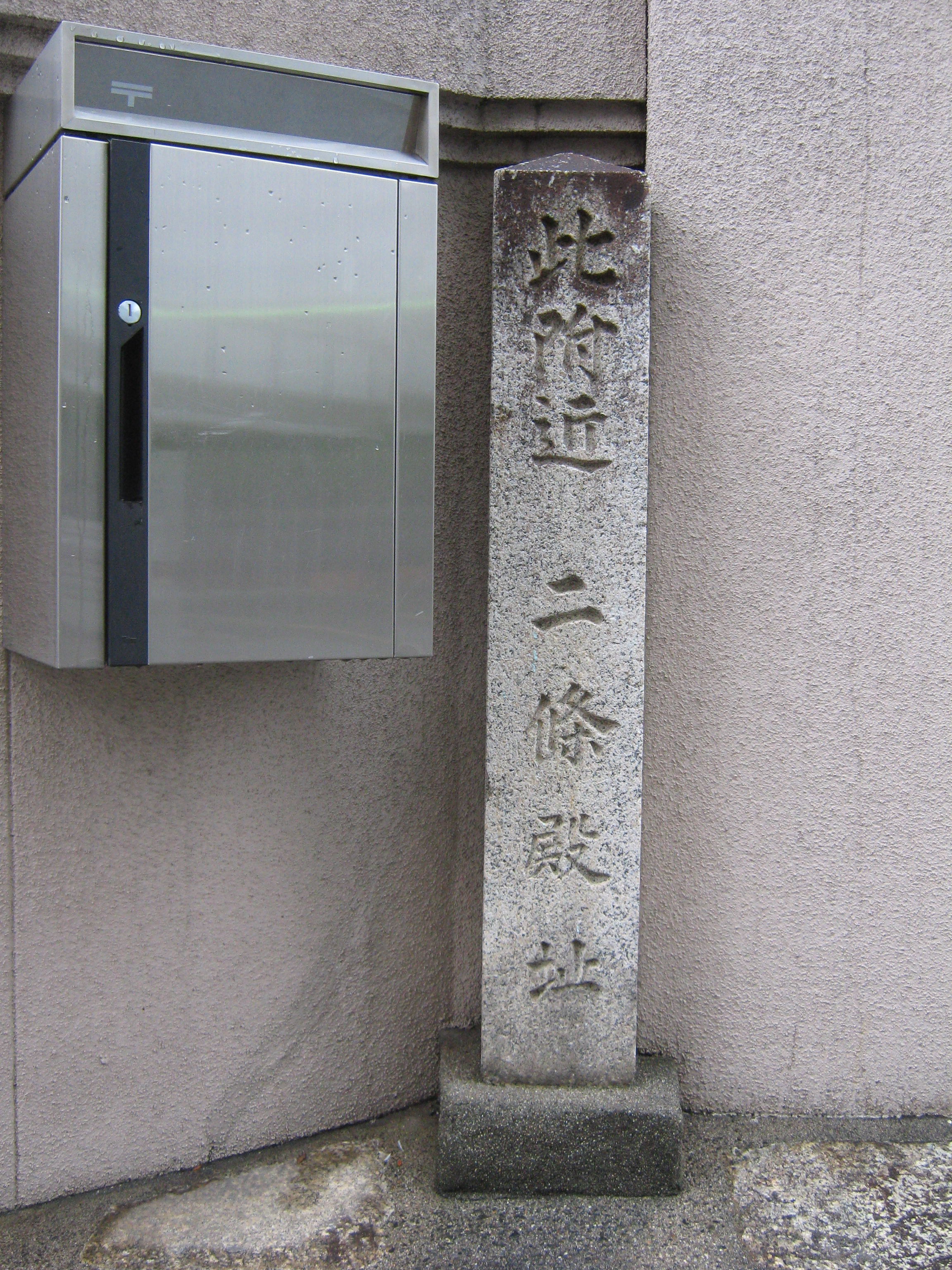
二条御新造址（京都市中京区両替町通御池上る東側）

（『信長公記』によれば）春長軒が「本能寺はもはや敗れ、御殿も焼け落ちました。敵は必ずこちらへも攻めてくるでしょう。二条の御新造は構えが堅固で、立て籠もるのによいでしょう（本能寺は早落去仕、御殿も焼落候、定而是へ取懸申すべく候間、二條新御所者、御構よく候、御楯籠然るべし）」と言うので、信忠はこれに従って隣の二条御新造（二条新御所）に移った。信忠は、二条御新造の主である東宮・誠仁親王と、若宮・和仁王（後の後陽成天皇）に、戦場となるからと言ってすぐに内裏へ脱出するように促した。春長軒が交渉して一時停戦し、明智勢は輿を使うのを禁止したが、徒歩での脱出を許可した。脱出したものの街頭で途方に暮れていた親王一家を心配し、町衆である連歌師里村紹巴が粗末な荷輿を持ってきて内裏へ運んだ。阿茶局や二宮、御付きの公卿衆や女官衆もすべて脱出したのを見届けた上で、信忠は軍議を始めた。側近の中には「退去なさいませ」と脱出して安土へ向かうことを進言する者もあったが、信忠は「これほどの謀反だから、敵は万一にも我々を逃しはしまい。雑兵の手にかかって死ぬのは、後々までの不名誉、無念である。ここで腹を切ろう（か様之謀叛によものがし候はじ、雑兵之手にかゝり候ては、後難無念也。ここに而腹を切るべし）」と神妙に言った。（『当代記』によれば）信忠が毛利良勝、福富秀勝、菅屋長頼と議論している間に、明智勢は御新造の包囲も終えて、脱出は不可能となった。
正午ごろ（午の刻）、明智勢1万が御新造に攻め寄せてきた。信忠の手勢は500名余で、さらにこれに在京の信長の馬廻衆が馳せ参じて1,000から1,500名ほどになっていた。信忠の手勢には、腕に覚えのある母衣衆が何名もおり、獅子奮迅の戦いを見せた。1時間以上戦い続け（『蓮成院記録』によると）信忠勢は門を開けて打って出て、三度まで寄手を撃退したほど奮戦した。小澤六郎三郎は町屋に寄宿していたが、信長がすでに自害したと聞き、周囲が止めるのも聞かずに急いで信忠の御座所に駆けつけて、明智勢を装って包囲網を潜り抜けると、信忠に挨拶をしてから門の防戦に加わった。梶原景久の子松千代は町屋で病で伏せていたが、急を聞きつけて家人の又右衛門と共に御新造に駆けつけた。信忠は感激して長刀を授け、両名とも奮戦して討死した。明智勢は近衛前久邸の屋根に登って弓鉄砲で狙い打ったので、信忠側の死傷者が多くなり、戦う者が少なくなった。明智勢はついに屋内に突入して、建物に火を放った。
信忠は、切腹するから縁の板を外して遺骸は床下に隠せと指示し、鎌田新介に介錯を命じた。一門衆や近習、郎党は尽く枕を並べて討死しており、死体が散乱する状況で、火がさらに迫ってきたので、信忠は自刃し、鎌田は是非もなく首を打ち落して、指示に従って遺体を隠した。（『当代記』によれば）鎌田は自分は追腹をするべきだと思ったが、どうしたことかついに切らずじまいだった。（御新造が焼け落ちたことで）信忠の遺体も「無常の煙」となった。
信忠側近の奮戦と殉死者
妙覚寺には、一門衆や赤母衣衆が多数滞在していた。彼らは信忠と共に二条御新造に移って上記のように奮戦したが、衆寡敵せず、斎藤利治（新五）を中心に福富秀勝・菅屋長頼・猪子兵助・団忠正らが火を放ちよく防いでいる間に信忠は自刃した。側近たちもそれぞれ討ち死を遂げた。『南北山城軍記』には「班久勇武記するに遑あらず且諸記に明らけし、終に忠志を全ふして天正十壬午六月二日未刻、京師二条城中において潔く討死して、君恩を泉下に報じ、武名を日域に輝かせり」とある。
家人も忠義を尽くした。安藤守就の家臣に松野平介と云うものがあり、安藤が追放された時に松野だけは信長によって召し抱えられたために大恩があったが、変の起こったときに遠方にいて妙顕寺に着いたときにはすべてが終わっていた。松野は斎藤利三の知り合いで明智家に出仕するように誘われたが、主人の危機に際して遅参した上に敵に降参するのは無念であると言って、信長の後を追って自害した。土方次郎兵衛というものも、同じく変に間に合わなかったことを無念に思って、追腹をして果てた。

## 討死、自害した人物

### 本能寺
- 織田信長[179]
- 森成利[180] （蘭丸） - 可成三男
- 森長隆[180] （坊丸） - 可成四男
- 森長氏[180] （力丸） - 可成五男
- 小河愛平[180]
- 高橋虎松[180]
- 金森義入[180]
- 菅屋角蔵[180][注釈 49]- 長頼の子
- 魚住勝七[180]

- 武田喜太郎[180]
- 大塚又一郎[180]
- 狩野又九郎[180]
- 薄田輿五郎[180]
- 今川孫二郎[180]
- 落合小八郎[180]
- 伊藤彦作[180]
- 久々利亀[180]
- 種田亀[180]

- 山田弥太郎[180]
- 飯河宮松[180]
- 祖父江孫[180]
- 柏原鍋兄弟[180]
- 一雲斎針阿弥[180] - 同朋衆
- 平尾久助[180]
- 大塚孫三[180]
- 湯浅直宗[180]
- 小倉松寿[180]

- 矢代勝介[180]
- 伴太郎左衛門[180]
- 伴正林[180]
- 村田吉五[180]
- 小澤六左衛門[150] ※4
- 赤座直則[181]

### 二条御新造
| - 織田信忠 - 信長長男 - 津田又十郎 - 信長弟 - 津田源三郎 - 信長五男 - 津田勘七（元秀） - 一門衆 - 津田小藤次 - 一門衆 - 斎藤利治 - 道三末子 - 村井貞勝 - 奉行衆 - 猪子兵助 - 福富秀勝 - 奉行衆 - 野々村正成 - 奉行衆 - 篠川兵庫 - 下石頼重 - 下方弥三郎 - 毛利良勝 - 毛利岩 - 良勝の子 - 赤座永兼 | - 団忠正 - 坂井越中守 - 政尚の子 - 櫻木傳七 - 逆川甚五郎 - 服部小藤太 - 小澤六郎三郎 - 奉行衆 - 服部六兵衛 - 水野九蔵 - 山口小弁 - 山口半四郎 - 塙伝三郎 - 河野善四郎 - 寺田善右衛門 - 村井作右衛門 - 貞勝長男 - 村井清次 - 貞勝二男 - 村井新右衛門 - 貞勝弟 | - 菅屋長頼 - 奉行衆 - 菅屋勝次郎 - 長頼の子 - 平古種吉 - 長頼の家臣 - 津田元嘉 - 永井新太郎 - 春日源八郎 - 種村彦次郎 - 桑原助六 - 桑原九蔵 - 村瀬虎 - 佐々清蔵 - 岳星院の夫 - 石田孫左衛門 - 宮田彦次郎 - 浅井清蔵 - 高橋藤 - 小河源四郎 | - 神戸二郎作 - 大脇喜八 - 犬飼孫三 - 石黒彦二郎 - 越智小十郎 - 平野新左衛門 - 平野勘右衛門 - 水野宗介 - 井上又蔵 - 飯尾敏成 - 賀藤辰 - 竹中彦八郎 - 重元の子 - 河崎与介 - 梶原松千代 - 梶原又右衛門 |

※1 本能寺では上記以外に、中間衆24名が死亡したという。

※2 松野一忠と土方次郎兵衛は変後に追腹をした。

※3 『信長公記』には見られないが、『祖父物語』にある。鷹匠頭と云う。

※4 岡部以言（又右衛門） と岡部以俊にはこのとき本能寺で戦死したという説がある。

## 生存者
本能寺に滞在していた女性たちは、信長に「女どもは苦しからず。さあ」として脱出を促されたほか、誠仁親王と側近の公家衆や女衆も織田・明智両勢の協議により脱出を許されており、寺には僧侶などもいたため、かなりの数の生存者がいた。多くの家臣が戦って討ち死した一方で、一部の家臣には逃げ出した者もいた。
信長の弟・織田長益（源五、後の有楽斎）は、妙覚寺に滞在していて、信忠に従って二条御新造に籠もったが、臣たちを欺いて脱出し、難を逃れたという。『武家事紀』によると、長益も下人に薪を積ませて自決の準備をさせていたが、周囲に敵兵がいないのに気付いて、ここで死ぬのは犬死と思い脱出したと云う。『当代記』には「織田源五被遁出ケリ、時人令悪」とあり、長益の脱出を当時の人は悪しき行いであると批判したといい、『義残後覚』では、長益が信忠にとにかく早く自害するようにと勧めたとされており、200余の郎党の多くも討死したのに対して、当の長益は自害せずに逃げ出したことを「哀れ」とする。さらに京童が嘲笑って、「織田の源五は人ではないよ お腹召させておいて われは安土へ逃げるゝ源五 六月二日に大水出て 織田の源なる名を流す」と不名誉を皮肉った落首が流れたとしている。長益は無事に安土城を経て岐阜へと逃れた。
また刈谷城主の水野忠重（宗兵衛）も、長益同様に信忠に従って妙覚寺から二条御新造に移ったが、難を逃れて、しばらく京都に潜伏位した後、脱出している。『三河物語』によれば、長益だけでなく、山内康豊（一豊の弟）も狭間をくぐって脱出したと云う。
前田玄以も、京都から脱出して岐阜に逃れ、遺命に従って（岐阜城にいた）信忠の子三法師を守って、さらに清須に退いた。
また、信長に仕えていた弥助は信忠が宿泊していた妙覚寺で投降して捕虜となった。イタリア語版のイエズス会書簡には、弥助が「世子の邸（妙覚寺）に行き、そこで精一杯腕を伸ばして（牽制して/戦って）いたが、明智の家臣から『危害を与えないことを保証するから刀を渡せ』と言われて刀を渡した」という記述がある。（イエズス会年報では、信忠が宿泊していた妙覚寺を「世子の邸」、信忠が籠城のために移動した二条新御所を「内裏の御子の居」と表記して区別している。）もともと、宣教師との謁見の際に信長の要望で献上された黒人の奴隷であるが、弥助は捕虜となった後も殺されずに生き延びた。しかしその後の消息は不明である。

## 著名な逸話
古典史料・古典作品には下記の本能寺の変に関係したよく知られた逸話が登場する。これらは後節で述べる諸説の根拠とされるが、史料の大半が江戸時代以降に書かれているために、全てについて信憑性に問題があり、幾つかは完全な創作と判断されている。以下、内容と共に信憑性についても説明する。

### 諏訪で御折檻
『祖父物語（朝日物語）』『川角太閤記』に見られる逸話で、甲州征伐を終えた後に諏訪で「我らが苦労した甲斐があった」と祝賀を述べた光秀に対して、「おのれは何の功があったか」と信長が激怒し、光秀の頭を欄干に打ち付けて侮辱した。衆人の前で恥をかかされた光秀は血相を変えたと云う。

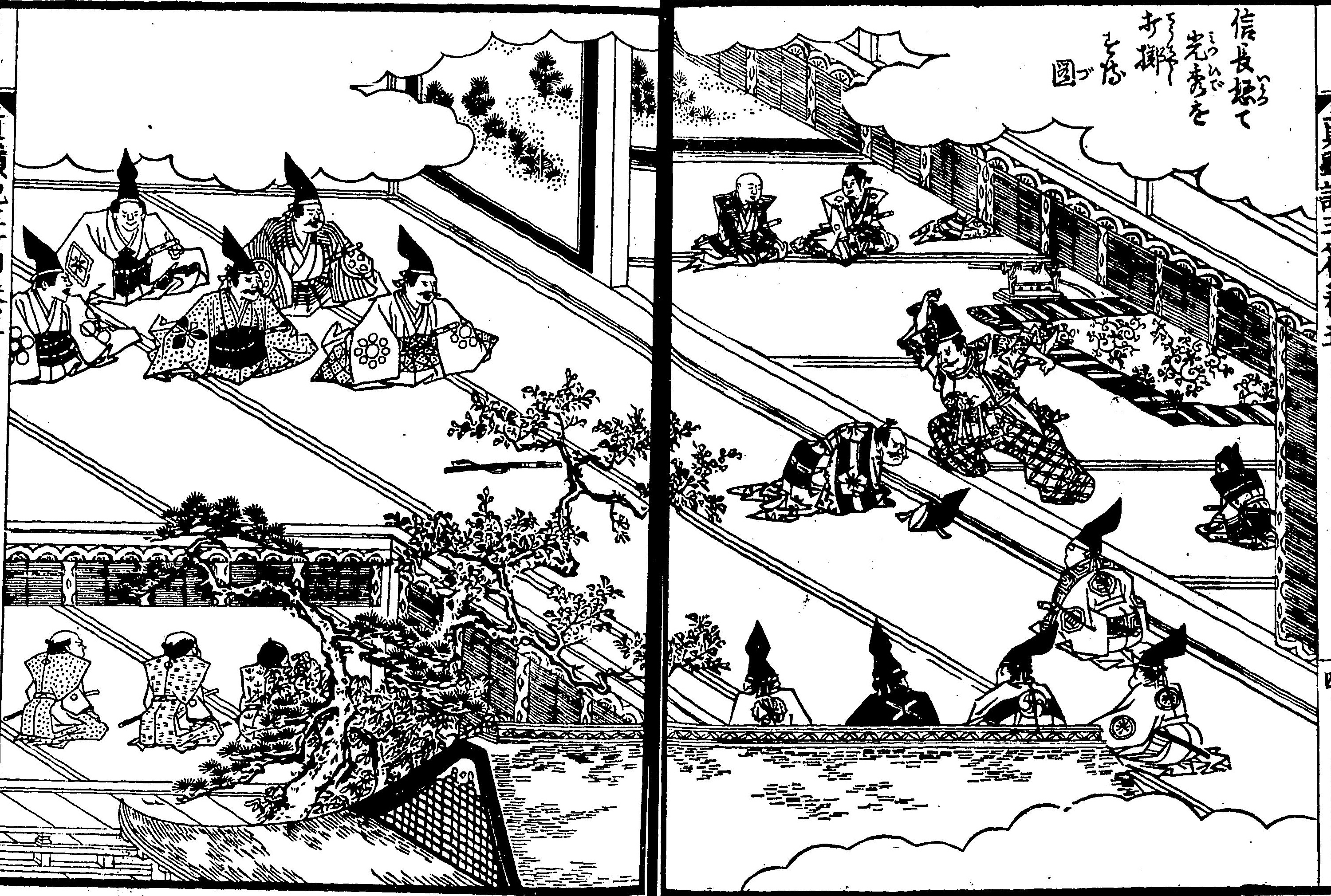
信長が光秀を打擲（『絵本太閤記』）

信憑性
『祖父物語』は伝聞形式の軍記物で、比較的古い寛永年間ごろに書かれた。いわゆる、巷説を集めたもので信憑性は玉石混淆であって、登場する逸話の信憑性の判断は難しい。『信長公記』には3月19日に諏訪法花寺を本陣としたという記録があって符合する点もあり、後述のルイス・フロイスの書簡などにも信長が光秀を殴打したという話があるため、荒唐無稽の作り話と否定できないが、元和年間（元和7年から9年ごろ）の『川角太閤記』の記述を『祖父物語』が加筆して膨らませたという説もあり、内容には疑問が残る。いずれにしても二次、三次的な史料である。ただしこの逸話は、光秀が朝廷工作を行って正親町天皇から「東夷武田を討て」との武田討伐の大義名分となる勅命を拝領したという功績を、信長が価値のないものとして踏み躙ったわけであるから、怨恨説の根拠の1つとしてよく引用されてきた。

### 饗応役の解任
明智光秀が徳川家康の饗応役を命じられながらも、その手際の悪さから突然解任されたとする話が『川角太閤記』にある。織田信長は検分するために光秀邸を訪れたが、一歩門を入ると魚肉の腐った臭いが鼻を付いたので、怒ってそのまま台所に向かって行き、「この様子では家康の御馳走は務まるまい」と言って光秀を解任し、饗応役を堀秀政に替えた。赤恥をかいた光秀は腹立ちまぎれに肴や器を堀に投げ棄て、その悪臭が安土の町にふきちらされたと云う。

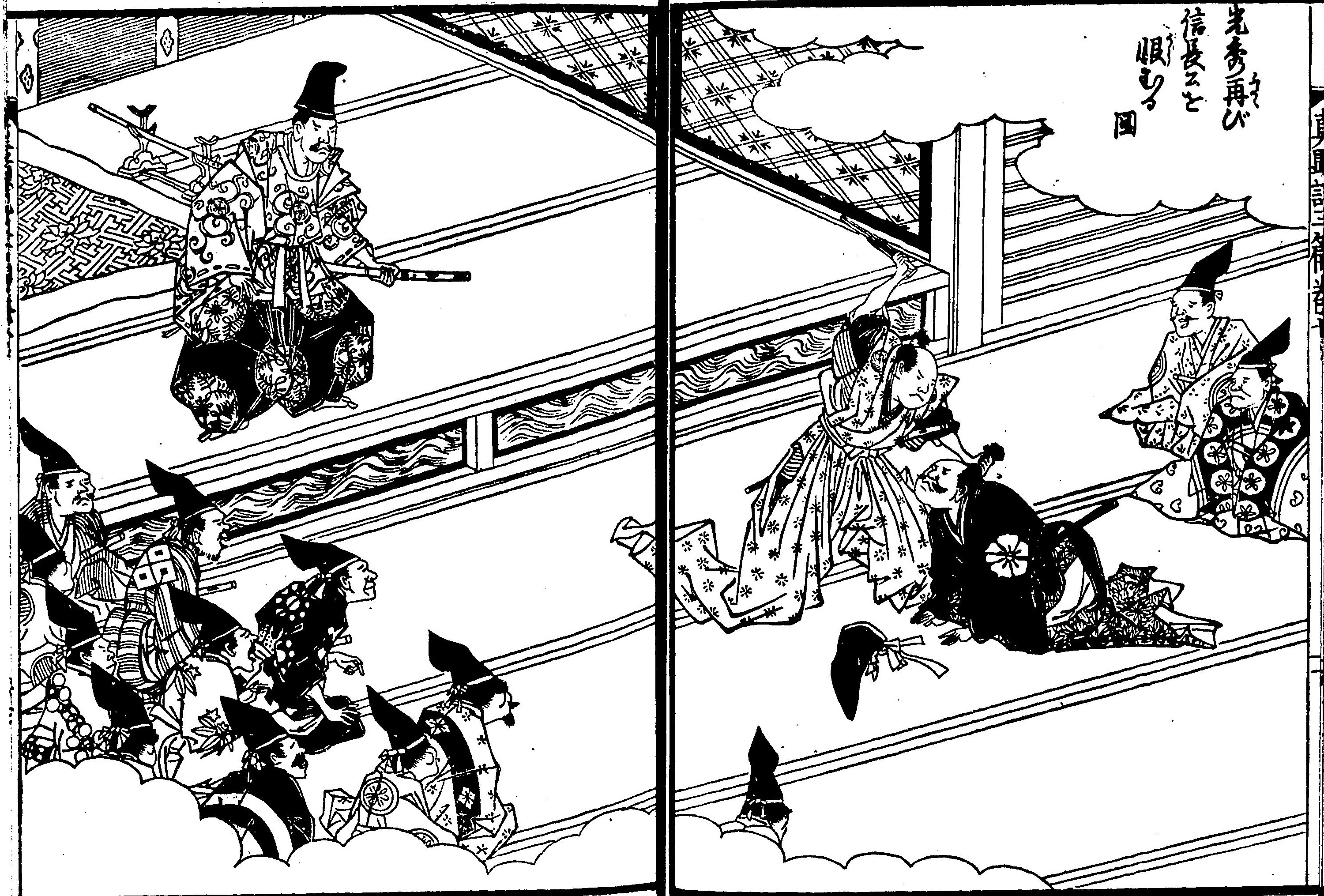
信長の勘気に触れ、饗応役を解任され、食い下がって森蘭丸に殴打される光秀　（『絵本太閤記』）

『常山紀談』にも「東照宮御上京の時、光秀に馳走の事を命ぜらる。種々饗禮の設しけるに、信長鷹野の時立寄り見て、肉の臭しけるを、草鞋にて踏み散らされけり。光秀又新に用意しける處に、備中へ出陣せよと、下知せられしかば、光秀忍び兼ねて叛きしと云へり」とある。
信憑性
『川角太閤記』は太閤秀吉の伝記ではあるが、史料としても一定の価値があると見なされた時期があり、この話は江戸・明治時代には史実と捉えられていて、怨恨説の根拠の1つとされた。同記では光秀が決起の理由を、信長に大身に取り立ててもらった恩はあるが、3月3日の節句に大名高家の前で岐阜で恥をかかされ、諏訪で折檻され、饗応役を解任されて面目を失ったという3つの遺恨が我慢ならないので、（家臣賛同が得られなくても）本能寺に1人でも乱入して討入り、腹切る覚悟だと述べている。これに対して、明智秀満が進み出て、もはや秘密に出来ず「一旦口にした以上、決行するしかない」という趣旨の意見を表明し、続いて斎藤利三、溝尾勝兵衛が打ち明けられた信頼に感謝して「明日より上様と呼ばれるようになるでしょう」と賛同したという話となっているのである。
しかし、上記の文章内でも言及されている『信長公記（信長紀）』には、そもそも家康の宿舎は光秀邸でも秀政邸でもなく大宝坊という別の屋敷で、光秀は饗応役を3日間務めたと違う話が書かれており、解任の話は見られない。これは『川角太閤記』における光秀が謀反をした理由の核心部分であり、こういった事実がないということになれば信憑性を失う。むしろ怨恨説を説明する逸話として後世創作され、付け足された物語ではないかと考えられ、小和田哲男は、解任された可能性がないわけではないとしつつも、光秀の不手際による解任ではなく最初から3日間の任務であり、ここから光秀が信長に恨みを抱くという必然性は見いだせないとする。また江戸中期の元文年間に書かれた『常山紀談』に関しては、出典の異なる多数の逸話を雑然と（しかもやや改変して）一つにまとめて載せたという二次、三次史料であり、信憑性はそもそも期待できない。

### 旧領丹波・近江の召上
『明智軍記』に、信長の出陣命令を受けて居城に戻る際に光秀のもとに上使として青山輿三が訪れ、「（まだ敵の所領である）出雲・石見の二カ国を与えるがその代わりに、丹波と近江の志賀郡を召上げる」と伝えたという話があり、それを聞いた光秀主従が怒り落胆して謀反を決断したと云う。

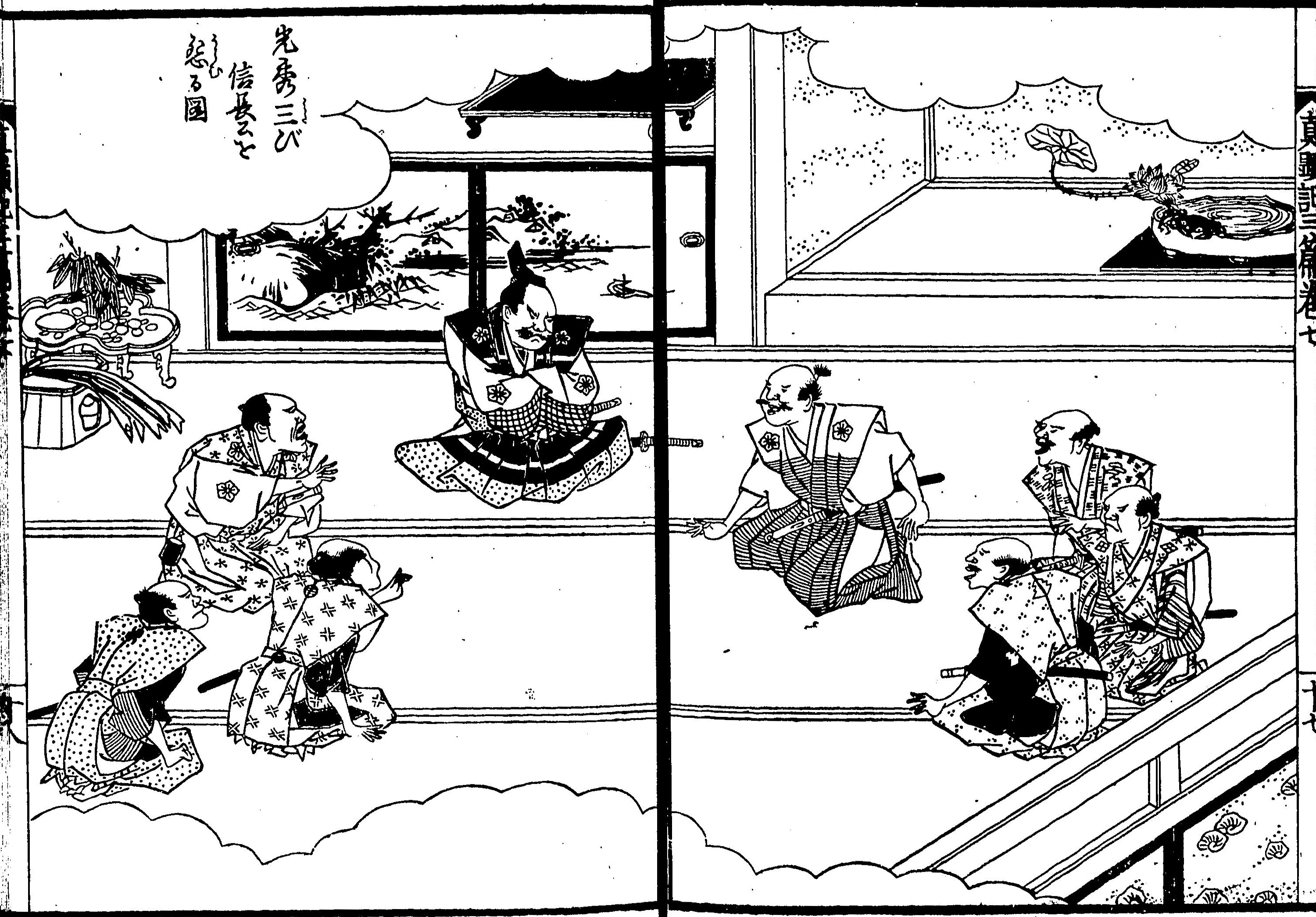
出雲・石見への国替えに苦悩する光秀主従（『絵本太閤記』）

信憑性
この話は怨恨説の有力な根拠と江戸時代はされていたが、『明智軍記』は軍記物であってもともと信憑性が薄く、徳富蘇峰は「之は立派な小説である」と断じ、小和田も「事実だったとは思えない」と言っている。国替えについては史料的根拠も残っていない。現代の歴史学者はたとえそれが事実であったと仮定しても、所領の宛行（あてがい）はよくあったことで、この場合は形式的にも栄転・加増であって、家を追われるような類のものではなく、恨みを抱くような主旨のものではなかったと考えている。小和田は山陰という場所が「近畿管領」からの左遷にあたると思った可能性があるのではないかと秀吉ライバル視説に通じると推測するものの、「理不尽な行為とうけとるのは間違っている」とも指摘する。しかも転封先の出雲には出雲大社、石見には石見銀山があり銀山という経済基盤を手に入れることができるなら左遷ではなく栄転の可能性もあるとされる。

### 愛宕百韻
『信長公記』にも、亀山城出陣を前にして愛宕権現に参籠した光秀が翌日、威徳院西坊で連歌の会を催したとある。この連歌は「愛宕百韻」あるいは「明智光秀張行百韻」として有名であるが、光秀の発句「ときは今 天が下知る 五月哉」の意味は、通説では、「とき（時）」は源氏の流れをくむ土岐氏の一族である光秀自身を示し、「天が下知る」は「天（あめ）が下（した）治る（しる）」であり、すなわち「今こそ、土岐氏の人間である私が天下を治める時である」という大望を示したものと解釈される。光秀の心情を吐露したものとして、野望説の根拠の1つとされる。『改正三河後風土記』では、光秀は連歌会の卒爾に本能寺の堀の深さを問うと云い、もう一泊した際に同宿した里村紹巴によれば、光秀は終夜熟睡せず嘆息ばかりしていて紹巴に訝しげられて佳句を案じていると答えたと云うが、これはすでに信長が本能寺に投宿するのを予想して謀反を思案していたのではないかとした。
『常山紀談』にも「天正10年5月28日、光秀愛宕山の西坊にて百韻の連歌しける。ときは今あめが下しる五月かな　光秀。水上(みなかみ)まさる庭のなつ山　西坊。花おつる流れの末をせきとめて　紹巴。明智土岐姓なれば、時と土岐を読みを通わせてハ天下を取るの意を含めり」とある。秀吉は光秀を討取った後、連歌を聞いて怒って、紹巴を呼んで問い詰めたが、紹巴は発句は「天が下なる」であり「天が下しる」は訂正されたものであると涙を流して詭弁を言ったので、秀吉は許したと云う。
解釈

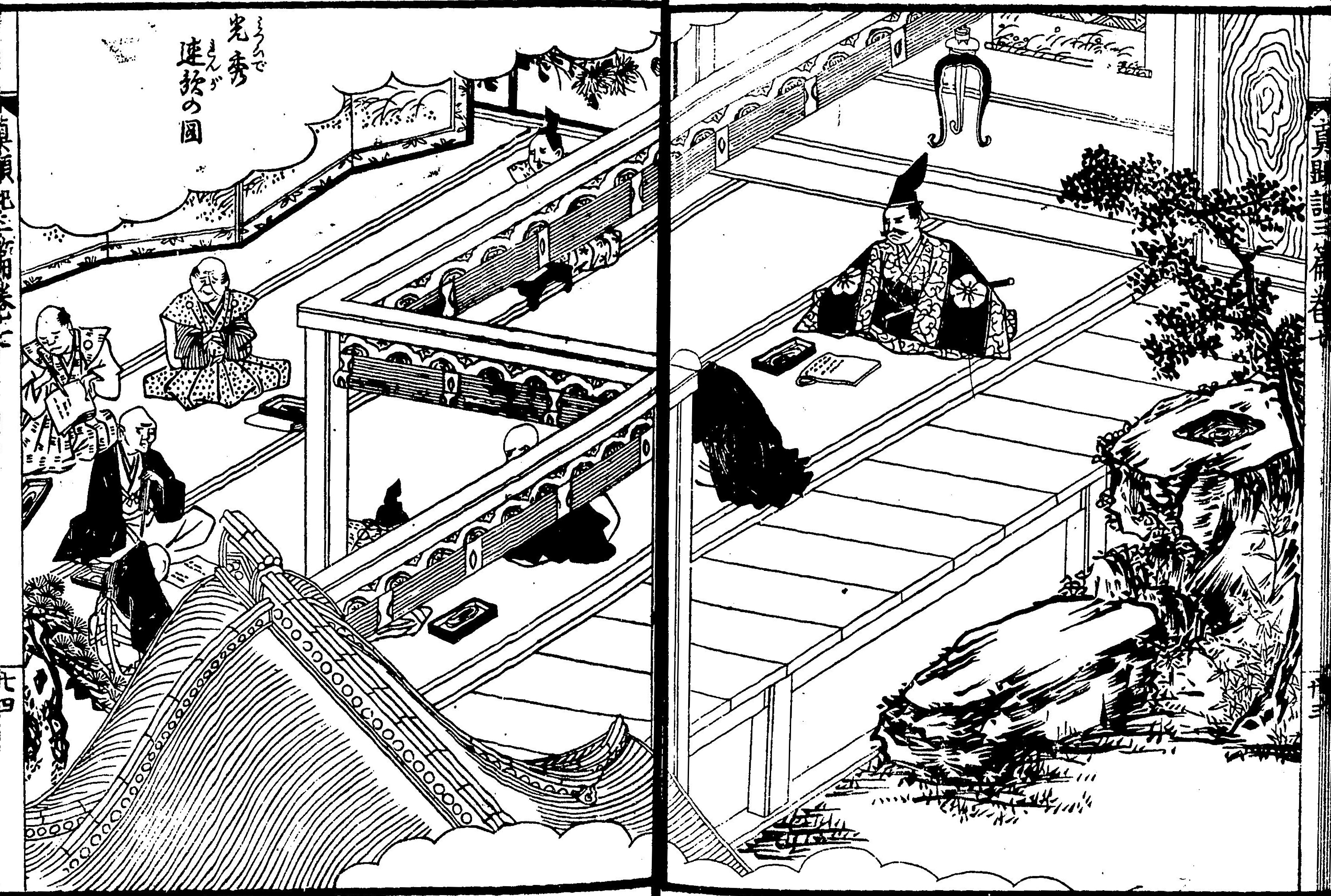
光秀連歌の図（『絵本太閤記』）

百韻は神前奉納されて写本記録も多く史料の信憑性も高いが、一方で連歌の解釈については異論が幾つかある。そもそもこれは連歌であり、上の句と下の句を別の人が詠み、さらに次の人と百句繋げていくというものであって、その一部に過ぎない句を取り出して解釈することに対する批判が早くからあった。桑田忠親は「とき＝時＝土岐」と解釈するのは「後世の何びとかのこじつけ」で明智氏の本姓土岐であることが有名になったのはこのこじつけ発であるとした。羽柴秀吉が大村由己に書かせた『惟任退治記』には「さて五月二十八日、光秀は愛宕山に登り、連歌一座を興行した。光秀の発句。時は今 天下しる 五月哉　いまこれを推量すると、この句がまさしく謀反の兆しであった。そのとき誰が彼の企みに気づいただろうか」と書かれている。明智憲三郎は句は「天が下なる」の誤記であり、「今は五月雨が降りしきる五月である」という捻りの無いそのままの意味であったと主張する。勢田勝郭は、もし発句が「天が下しる」なら、信長に代わって天下人たろうとする光秀の意思が、その披露の瞬間に、一座の全員に共有されるので、「天が下なる」でなければならないと主張する。さらに、羽柴秀吉の意を受けて『惟任退治記』を書いていた大村由己が、親交のある紹巴から愛宕百韻の情報を得て、発句を改竄した、という明智憲三郎の説を、勢田は是としている。
他方で、津田勇は『歴史群像』誌上「愛宕百韻に隠された光秀の暗号―打倒信長の密勅はやはりあった」で、連歌がの古典の一節を踏まえて詠まれたものであると指摘。発句と脇句は『延慶本平家物語』の一文を、次の紹巴は『源氏物語花散里』の一文を、その他にも『太平記』『増鏡』など多く読み込まれている作意は、朝敵や平氏を討ち源氏を台頭させるという寓意が込められているとし、（発句の通説解釈は間違いかもしれないが）百韻は連衆の一致した意見として織田信長を討つという趣旨で、通説の構図は間違っていないと主張する。これらは全体としては朝廷守護説や源平交代説などに通じるものである。また立花京子は、「まつ山」ではなく「夏山」である場合であるが、脇句が細川幽斎が以前に詠んだ句との類似を指摘している。連歌の規則では、発句と脇は同季でなければならないが、改竄された脇句「水上まさる 庭のまつ山」では、無季となってしまい、明白に不可である。

### 光秀の老母が磔に
『総見記』『絵本太閤記』『常山紀談』などに在る話。天正7年（1579年）6月、光秀は自身の母親を人質として出し、丹波八上城主波多野秀治・秀尚兄弟や従者11人を、本目の城（神尾山城か）での酒宴に誘って、彼らを伏兵で生け捕りにして安土に移送したが、秀治はこの時の戦傷がもとで死に、秀尚以下全員は信長の命令で磔にされた。激怒した八上城の家臣は光秀の母親を磔にして殺害したと云うもの。

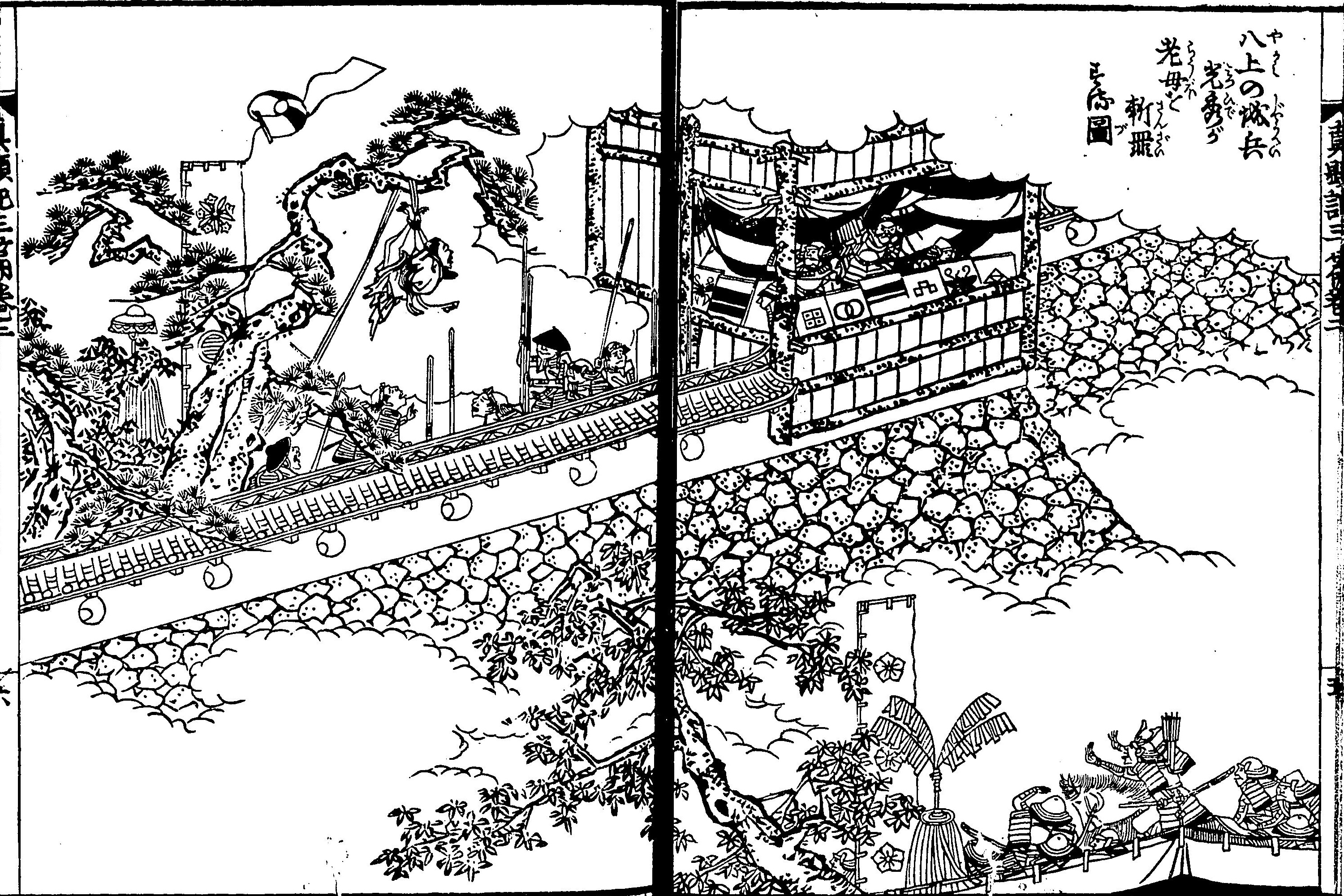
八上の城兵、光秀の老母を斬罪にする図（『絵本太閤記』）

信憑性
この話は怨恨説のうちでも、とりわけ有名であるが、『総見記』や『柏崎物語』は、光秀の｢調略｣による波多野兄弟の誘降に関する記録を恣意的に解釈したもので、事実とはほど遠く、創作であり、信じるに足りない。
『信長公記』によると、長期の包囲により八上城内は飢餓状態に追い込まれ、草や木をも食用とし、最後には牛や馬を食べたが、ついに口にするものがなくなり、城外に出たところを包囲軍に切り捨てられたとされ、頃合を見計らって光秀は、調略をもって秀治を捕らえたとされる。この場合の調略は、秀治の家臣を誘降し、彼らの手で城主の波多野兄弟を捕らえさせ、降伏させたという説があるから、人質交換の余地など、全く見当たらない。戦況からして、八上城の落城は確実であったわけであるから、光秀としても、あえて母親を人質とする必要に迫られることはなかったのである。

### 酒席での逸話
文禄年間に書かれた雑話集『義残後覚』に、庚申待の際に小用で黙って退出しようとした光秀が、酔った信長から槍を首筋に突きつけられ「如何にきんか頭何とて立破るぞ」と凄まれる話がある。光秀は平謝りして許され、頭髪を乱して全身から冷や汗をかいた。これを発展させた話が『常山紀談』にあり、「又信長ある時、酒宴して七盃入り盃をもて光秀に強ひらるゝ。光秀思ひも寄らずと辞し申せば、信長脇差を抽き、此白刃を呑むべきか、酒を飲むべきか、と怒られしかば酒飲みてけり」と、これでは無理矢理飲まされたように加筆されている。似たような話が江戸後期の随筆『翁草』にも収録されているが、これらは共に信憑性は薄い。フロイスの『日本史』には信長自身が酒を飲まなかったとあり、信長が酒を嗜まなかったという話は同時代の医師ルイス・デ・アルメイダの書簡にも見られるので事実と考えられており、信長が酔って絡むといった話はそもそもあり得ないことだった。

### 斎藤利三を巡る争い
『川角太閤記』などのある話。斎藤利三はもともと稲葉一鉄の被官（家来）であったが、故あって離れ、光秀のもとに身を寄せて家臣として高禄で召し仕えられたので、一鉄が信長に訴え、信長は利三を一鉄のもとへ返すよう命じた。光秀はこれを拒否して「畢竟は君公の恩に奉ぜんが為」といったが、信長は激怒して光秀の髷を掴んで引き摺りまわし、脇差に手までかけた。光秀は涙を流して憤怒に堪えたとする。
『常山紀談』では「其後稲葉伊予守家人を、明智多くの禄を与へ呼び出せしを、稲葉求むれ共戻さず。信長戻せと下知せられしをも肯はず。信長怒って明智が髪を捽み引き伏せて責めらるゝ。光秀國を賜り候へども、身の為に致すことなく、士を養ふを、第一とする由答へければ、信長怒りながらさて止みけり」とある。その他、『明智軍記』『柏崎物語』などにも同種の話があり、怨恨説の根拠の1つとされる。

### 恵林寺を成敗

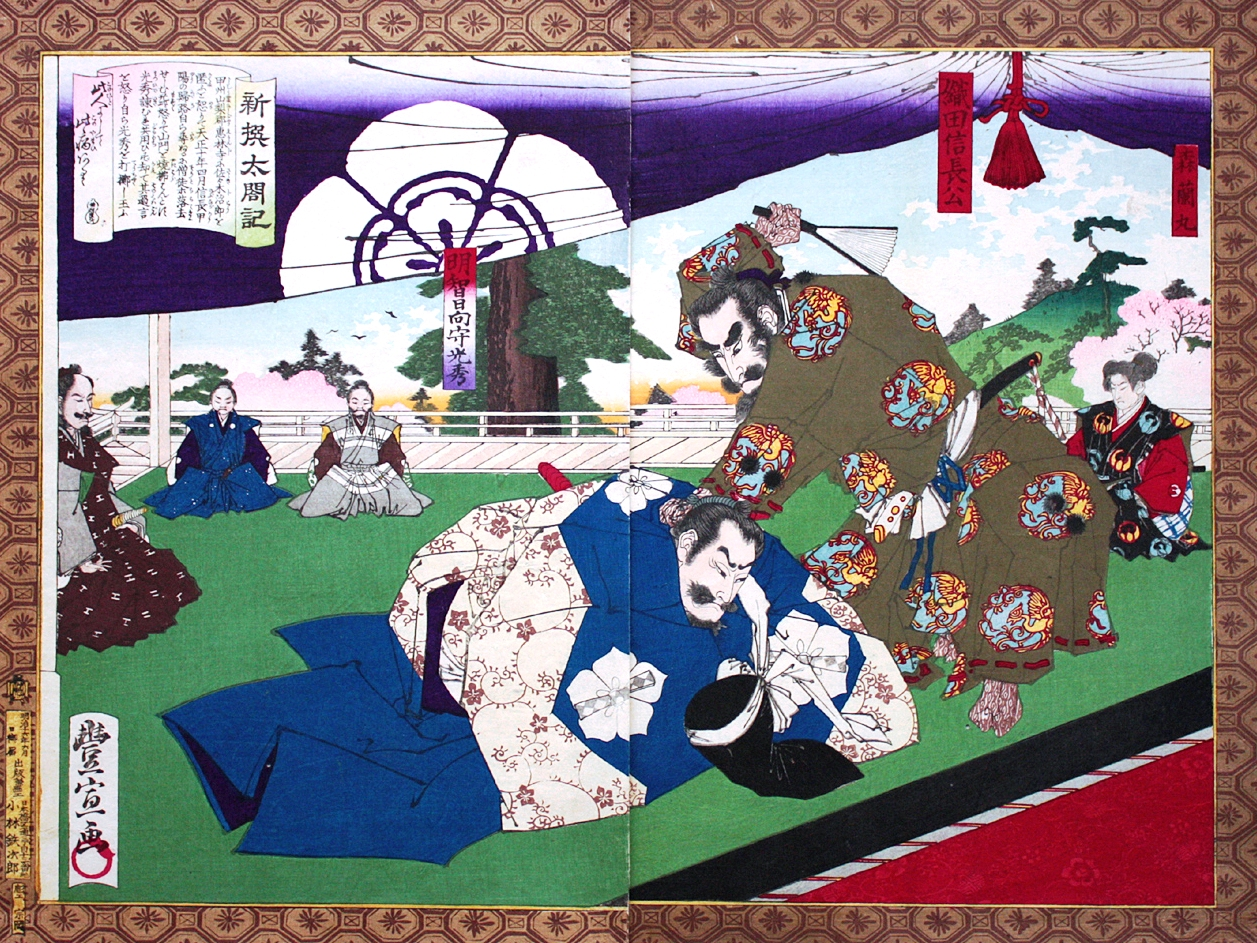
恵林寺を焼こうとするのを諫めた光秀を打ち据える信長

『信長公記』に、天正10年（1582年）4月3日、甲州征伐で武田氏が滅亡した後に恵林寺（甲州市塩山）に逃げ込んだ佐々木次郎（六角義定）の引渡しを寺側が拒否したため、織田信忠が、織田元秀・長谷川与次・関長安・赤座永兼に命じて寺を焼き討ちさせた。僧150人が殺され、住職快川紹喜は身じろぎもせずに焼け死んだ。有名な「心頭滅却すれば火もまた涼し」は紹喜の辞世の句の下の句という。
以上が史実であったが、『絵本太閤記』等ではこれに加えて、光秀が強く反対し、制止しようとして信長の逆鱗に触れ、折檻してさらには手打ちにしようとしたと云う、これまで見てきたものと似たような展開とされている。しかし、そもそも焼討を命じたのは信忠であり、同日、信長は甲府にいた。他方で、快川紹喜は土岐氏の出身で、光秀も内心穏やかではなかったのではないかという説もあり、（光秀が制止したという創作は除いて）諸説の補強説明に利用されることがある。

### 三コウ
信長が寂光寺にて観戦した算砂と利玄の対局は三コウが現れ無勝負で終わったが、その直後に信長が討ち取られたことから、三コウは不吉の前兆とされるようになった。この対局の棋譜は128手目まで残されているが、三コウが出現したところまでの手順は残っていない。128手目では白を持っていた算砂が勝勢であったとするのが長年の形勢判断であり、故に有利な算砂が三コウによる無勝負を受け入れる理由がないため、後世の創作であるとされてきた。2022年になり、プロ棋士の桑本晋平が残された棋譜を精査した結果、白の勝勢が決してはおらず、黒と白が最善を尽くした上でなお三コウへと至る手順が存在しうることを発表した。

## 変の要因

### 研究史上の評価
本能寺の変は当時最大の権力者であった信長が死亡し、時代の大きな転換点となった事件であり、小和田哲男は戦国時代における最後の下剋上と評している。信長を討った光秀がその動機を明らかにした史料はなく、また光秀の重臣も短期間でほとんど討たれてしまったため、その動機が明らかにされることはなかった。更に光秀が送った手紙等も後難を恐れてほとんど隠蔽されてしまったため、本能寺の変の動機を示す資料は極めて限定されている。小和田は「日本史の謎」と表現している。「永遠のミステリー」といった表現が行われることもある。
明治以降、本能寺の変というテーマは何度も研究家に取り上げられ、通史の中で触れられてきた。東京帝国大学教官の田中義成、渡辺世祐、花見朔巳、牧野信之助などのほか、近世日本国民史の著者である徳富蘇峰も持論を述べている。しかし、織豊期・日本中世史の研究者が謀反の動機を究明する動きは一貫して低調であった。呉座勇一によれば、現在の日本史学会においては光秀が謀反を起こした理由は重要な研究テーマと見られておらず、日本中世史を専門とする大学教授が本能寺の変を主題とした単著は極めて少ない。呉座は該当する単著は藤田達生の『謎とき本能寺の変』ぐらいであろうとしているが、この本も信長権力の評価に重点が置かれている。本能寺の変の歴史的意義としては信長が死んだことと秀吉が台頭したことであり、光秀の動機が何であれ、黒幕がいたとしても後世の歴史に何の影響も与えておらず、日本中世史学会において光秀の動機や黒幕を探る議論は「キワモノ」であると見なされている。
在野史家の桐野作人はそのような学会での評価を踏まえた上で、本能寺の変の真相を究明することで織田権力内部における固有の矛盾の有り様や織田権力末期の実態を解明できるかもしれないとしている。
しかし、史料が存在しないということは、裏返すと個人の推理や憶測といった想像を働かせる余地が大きいということであり、中世史研究家ではない「素人」でも参入しやすい。このため、在野の研究家のみならず、専門の中世史研究家ではない小説家・作家といった多くの人々が自説を展開してきた。呉座はこれほど多くの説が乱立している日本史上の陰謀は他にないと評している。

### 諸説概論
なぜ光秀は信長を討ったのか。「これが定説だ」とか「通説になっている」というものは現在のところ存在しない。変の要因については、江戸時代から明治・大正を経て昭和40年代ごろまでの「主流中の主流」の考えは、野望説と怨恨説であった。「光秀にも天下を取りたいという野望があった」とする野望説は、謀反や反逆というものは下克上の戦国時代には当たり前の行為であったとするこのころの認識から容易く受け入れられ、古典史料に記述がある信長が光秀に加えた度重なる理不尽な行為こそが原因であったとする怨恨説と共に、史学会でも長らく揺らぐことはなかった。これは講談・軍記物など俗書が広く流布されていたことに加えて、前節著名な逸話で述べたように、二次、三次的な古典史料に対して史料批判が不十分だったことに起因する。2説以外には、頼山陽が主張した自衛のために謀反を起こしたとする説など、受動的な動機を主張するものの総称である不安説（焦慮説/窮鼠説）もあったが、怨恨が恐怖に復讐が自衛に置き換わっただけで論拠に本質的な違いはなかった。
戦後には実証史学に基づく研究が進んだが、この分野で先鞭をつけた高柳光寿は野望説論者で、昭和33年（1958年）に著書『明智光秀』を発表してそれまで比較的有力視されてきた怨恨説の根拠を一つひとつ否定した。怨恨説論者である桑田忠親がこれに反論して、両氏は比較的良質な一次史料の考証に基づいた議論を戦わせたが、桑田は昭和48年（1973年）に同名の著書『明智光秀』を発表して、単純な怨恨説（私憤説）ではなく武道の面目を立てるために主君信長を謀殺したという論理で説を展開したので、それが近年には義憤説、多種多様な名分存在説に発展している。信長非道阻止説の小和田哲男もこの系譜に入る。また野望説は、変後の光秀の行動・計画の支離滅裂さが批判されたことから、天下を取りたいという動機を同じにしながらも事前の計画なく信長が無防備に本能寺にいることを見て発作的に変を起こしたという突発説（偶発説）という亜種に発展した。しかし考証的見地からの研究で判明したことは、結局、どの説にも十分な根拠がないということであり、それがどの説も未だに定説に至らない理由となっている。
野望説も怨恨説も不安説等も光秀が自らの意思で決起したことを前提とする光秀単独犯説（光秀主犯説）であったが、これとは全く異なる主張も現れた。作家八切止夫は、昭和42年（1967年）に著書『信長殺し、光秀ではない』を発表して主犯別在説（いわゆる、陰謀論の一種）の口火を切った。八切は「濃姫が斎藤利三と共謀して本能寺に兵を向けさせた。その際、四国侵攻準備中の織田軍をマカオ侵略と誤認した宣教師が、爆薬を投げ込んで信長を殺害したもの」で「光秀自身はまったく関与していない」と書き、光秀無罪という奇想天外な主張をしたので、歴史家には無視されたものの、史料の取捨選択と独自解釈について一石を投じるものとなった。
また、昭和43年（1968年）に岩沢愿彦が「本能寺の変拾遺 ―『日々記』所収天正十年夏記について」という論文を発表して勧修寺晴豊の『日々記』を活字で復刻したことをきっかけにして公家衆の日記の研究が進み、平成3年（1991年）に立花京子は『晴豊公記』の新解釈に基づく論文｢信長への三職推任について｣を、平成4年（1992年）には今谷明が著書『信長と天皇―中世的権威に挑む覇王』を発表して注目を集めた。平成ごろになって史学会では朝廷黒幕説（朝廷関与説）が脚光を浴びて、有力な説の1つのように見なされるようになった。従来より黒幕説は登場人物を自由に動かして“物語”を書きやすいことから作家に好まれたものであり、数えきれないほどの人物が黒幕として取り上げられていたが、そういった創作分野に史学が混ざったことで一層触発されて、現在も主犯存在説と黒幕存在説（共謀説）の2系統、そして複合説と呼ばれる複数の説を混ぜたものが増え続けている。平成21年（2009年）に明智憲三郎が発表した著書『本能寺の変 427年目の真実』は共謀説に分類される。
こうして光秀単独犯説が定番だったものが、光秀を背後で操る黒幕がいたとか、陰謀があったとか、共謀者がいたとかいう雑説が増えていくと、黒幕説（謀略説）には何の史料的根拠もなく空中楼閣に過ぎないという当然の反論や批判が登場した。平成18年（2006年）に鈴木眞哉と藤本正行は共著『信長は謀略で殺されたのか―本能寺の変・謀略説を嗤う』で黒幕など最初からいないとして、黒幕説には以下の共通する5つの問題があると指摘した。
1. 事件を起こした動機には触れても、黒幕とされる人物や集団が、どのようにして光秀と接触したかの説明がない。
2. 実行時期の見通しと、機密漏洩防止策への説明がない。
3. 光秀が謀反に同意しても、重臣たちへの説得をどうしたのかの説明がない。
4. 黒幕たちが、事件の前も後も、光秀の謀反を具体的に支援していないことへの説明がない。
5. 決定的なことは、裏付け史料がまったくないこと。

藤本は平成22年（2010年）に発表した著書『本能寺の変―信長の油断・光秀の殺意』でも朝廷黒幕説を含めた各種の黒幕説を批判している。
また平成26年（2014年）の石谷（いしがい）家文書の公表によって、近年は四国征伐回避説（四国説）も着目されているが、この説の取り扱いについては後述する。
本能寺の変の謎については結局は肝心の動機がわからず定説が存在しないため、さまざまな諸説・空説が登場し、歴史家・作家だけでなく歴史愛好家も自らの主張を展開して、百家争鳴という現状であるが、平成6年（1994年）に歴史アナリスト後藤敦が別冊歴史読本（『完全検証信長襲殺 : 天正十年の一番長い日』）誌上で、これらの諸説を整理して大きく3つに分けてさらに50に細分化して分類した。下表はそれに別資料の8つ、その他を加えて59にまとめたものである。これらには一部が重複するあるいは複合する内容や同じことを別の表現で言っているものがあるために、それぞれが全く異なる説であるというわけではない。表の中身には研究と創作とが混ざっており、中には何ら史料的裏付けがなく、全くの憶測で説が提唱されている場合もあり、すべて同等に扱うのは適切ではないが、全体像を明らかにするために一覧として示した。
| 光 秀 単 独 犯 説 ・ 光 秀 主 犯 説 | I. 積極的謀反説             | I. 積極的謀反説 | II. 消極的謀反説           | II. 消極的謀反説 |
| ----------------------------------- | --------------------------- | --- | -------------------------- | --- |
| 光 秀 単 独 犯 説 ・ 光 秀 主 犯 説 |                             | 1. 野望説 2. 突発説（偶発説・油断説） |                            | 1. 怨恨説（私憤説） 2. 不安説（焦慮説、窮鼠説） 3. ノイローゼ説 4. 内通露顕説 5. 人間性不一致説 6. 秀吉ライバル視説 |
| 光 秀 単 独 犯 説 ・ 光 秀 主 犯 説 | III. 名分存在説（義憤説）   | III. 名分存在説（義憤説） | IV. 複合説                 | IV. 複合説 |
| 光 秀 単 独 犯 説 ・ 光 秀 主 犯 説 |                             | 1. 救世主説 2. 神格化阻止説 3. 暴君討伐説 4. 朝廷守護説 5. 源平交代説 6. 信長非道阻止説 7. 四国征伐回避説 |                            | 1. 不安・怨恨説 2. 怨恨・突発説 3. 不安・突発説 4. 野望・突発説 5. 不安・野望説 6. 怨恨・野望説 7. その他の複合説 |
| 主 犯 存 在 説 ・ 黒 幕 存 在 説    | V. 主犯存在説（主犯別在説） | V. 主犯存在説（主犯別在説） | VI. 従犯存在説             | VI. 従犯存在説 |
| 主 犯 存 在 説 ・ 黒 幕 存 在 説    |                             | 1. 羽柴秀吉実行犯説 2. 斎藤利三実行犯説 3. 徳川家康主犯・伊賀忍者実行犯説 4. 複数実行犯・複数黒幕存在説 5. 石山本願寺と羽柴秀吉実行犯説                                                                           |                            | 1. 近江土豪連合関与説 2. 丹波国衆関与説 3. 長宗我部元親関与説 4. 濃姫関与説 5. 光秀の妻関与説 6. 羽柴秀吉関与説 |
| 主 犯 存 在 説 ・ 黒 幕 存 在 説    | VII. 黒幕存在説（黒幕説）   | VII. 黒幕存在説（黒幕説） | VIII. 黒幕複数説（共謀説） | VIII. 黒幕複数説（共謀説） |
| 主 犯 存 在 説 ・ 黒 幕 存 在 説    |                             | 1. 朝廷黒幕説 2. 足利義昭黒幕説 3. 羽柴秀吉黒幕説 4. 毛利輝元黒幕説 5. 徳川家康黒幕説 6. 堺商人黒幕説 7. フロイス黒幕説・イエズス会黒幕説 8. 高野山黒幕説 9. 森蘭丸黒幕説 10. 法華宗門徒黒幕説 11. 織田信忠黒幕説 |                            | 1. 光秀・秀吉共謀説 2. 光秀・家康共謀説 3. 光秀・秀吉・家康共謀説（土岐明智家滅亡阻止説） 4. 足利義昭・朝廷黒幕説 5. 毛利輝元・足利義昭・朝廷黒幕説 6. 近衛前久・徳川家康黒幕説 7. 堺商人・徳川家康黒幕説 8. 上杉景勝・羽柴秀吉黒幕説 9. 徳川家康・イギリス・オランダ黒幕説 10. 足利義昭・羽柴秀吉・毛利輝元黒幕説 |

| そ の 他 | IX. 関連説                                                                                  | IX. 関連説 |
| -------- | ------------------------------------------------------------------------------------------- | ---------- |
| そ の 他 | 1. 信長の対朝廷政策との関連 2. 家臣団統制との関連 1. 信長自滅説 2. 信長不死説 1. 家康暗殺説 |            |

※ 無罪説という分類もあるが、分類の都合上除き、本文中に記した。

### 光秀単独犯説
明智光秀が自らの意思で決起して本能寺の変を起したという説の総称。単独犯行説や光秀主犯説、光秀単独謀反説など幾つか同義の言い方がある。

#### I. 積極的謀反説

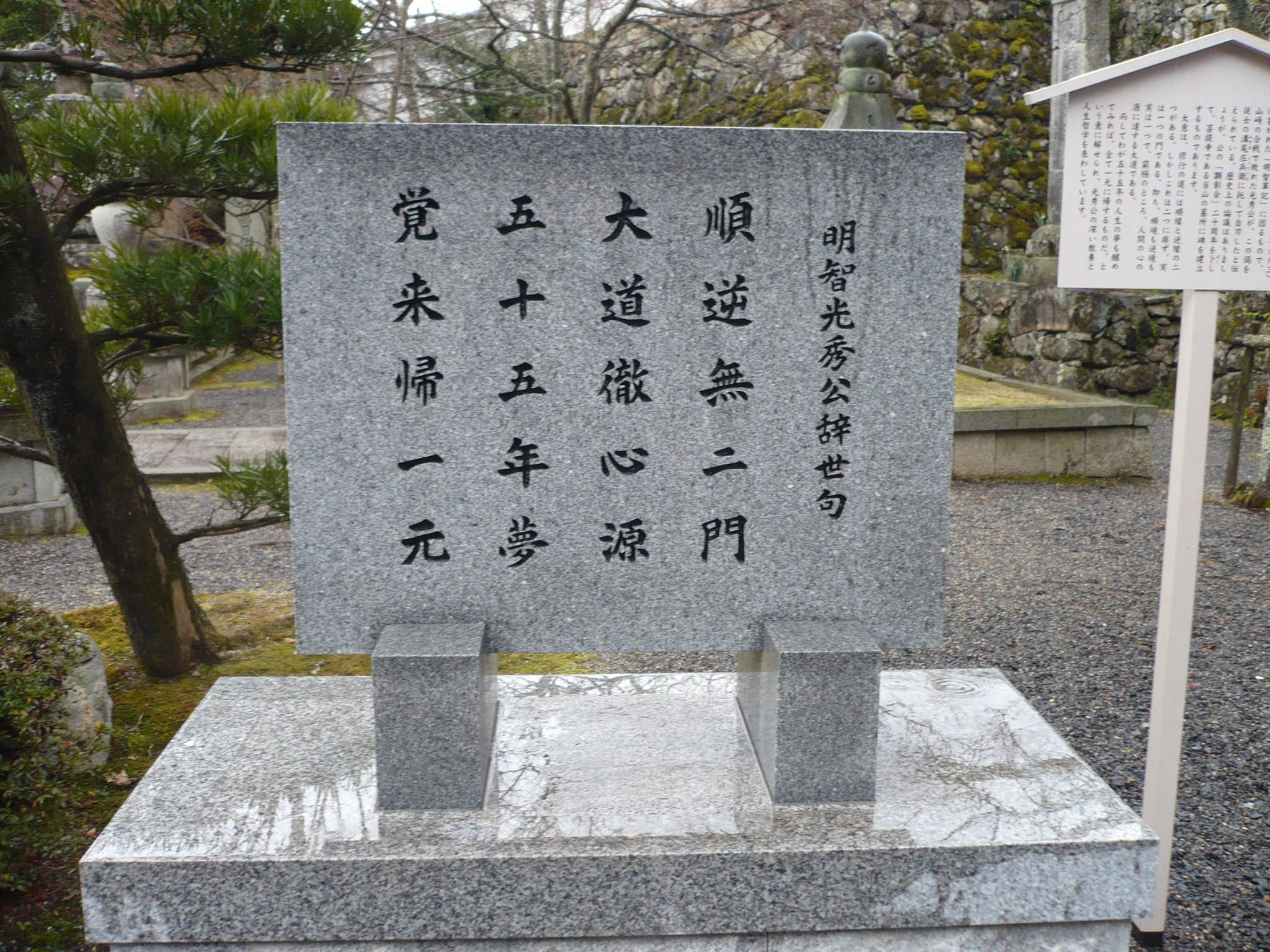
『明智軍記』による光秀公辞世句の碑（西教寺）

光秀が自らの意思で能動的に決起したという説の総称。
- 野望説

「天下が欲しかった光秀の単独犯行」とするこの説は、変直後から語られ、最も古くからあるものの1つである。天正・慶長年間に書かれた『太田牛一雑記』において「明智日向守光秀、小身たるを、信長公一萬の人持にさられ候處。幾程も無く御厚恩忘れ、欲に耽りて天下之望を成し、信長御父子、御一族、歴々甍を並べ、下京本能寺に於て、六月二日情無く討ち奉り訖（お）わんぬ」とあり、光秀が天下を望んで忘恩にも主君を討ったという太田牛一の説がすでに述べられていて、彼は最初の野望説論者と言える。同じく同時期にルイス・フロイスも書簡で光秀の忍耐が野心に裏付けされたものであったのではないかと述べていて、後に下記のように『フロイス日本史』に纏めているが、野望説と怨恨説の両方に利用された。
江戸前期から中期の書物では、『明良洪範』に「明智日向守虐心は、数年心掛し事なりとぞ。逆心前一年に、天下を取て後に、方々へ申付候事共を、筆記し、朱印を押したる書物、延宝四年に評定所へ出たる事ありしと」光秀に事前の計画があったような記述があり、『 老人雑話』には「明智、亀山の北、愛宕山の続きたる山に城郭を構ふ。此山を周山と號す。自らを周武王に比し、信長を殷紂に比す。是れ謀反の宿志也」と野望逞しいさまの記述があった。この種の俗書は幾つかあるが、これらは光秀＝謀反人という論調であって下克上の野望は肯定的に評価されていなかった。野望説の根拠ともされる愛宕百韻の連歌の解釈に異論が唱えられているのも、先入観を持った解釈だという批判があったからである。
儒教思想の薄れた戦後、戦国史研究の権威であった高柳光寿は改めて野望説を主張して、怨恨説の主張がいずれも後年の創作に依拠したもので、史実とは認められないと否定した。高柳は「光秀は信長と争い得る兵力はない。けれども機会さえあれば信長を倒し得ないことはない。今やその機会が与えられたのである」と、変直前の信長の油断した状況がこれを可能にしたと論じた。また（性格的不和が原因とする説に反論して）『フロイス日本史』の記述などから武将として合理的な性格の光秀と信長との相性も良かったはずだとも主張した。野望説は現在も、前述した謀略説批判論者の藤本正行や鈴木眞哉などが（怨恨説の一部を含めて）支持しているが、肝心の動機に関して光秀の心に秘められた野望に依存するだけなので、根拠とすべきものは存在しない。
- 突発説（偶発説・油断説・機会説）

突発説、あるいは偶発説、または機会説は、野望説から派生したもので、光秀の変後の行動が計画を立てていたようには見えないことから登場したものである。計画性はなかったという主張以外では、野望説と基本的に同じである。信長視点では油断説とも言う。

#### II. 消極的謀反説

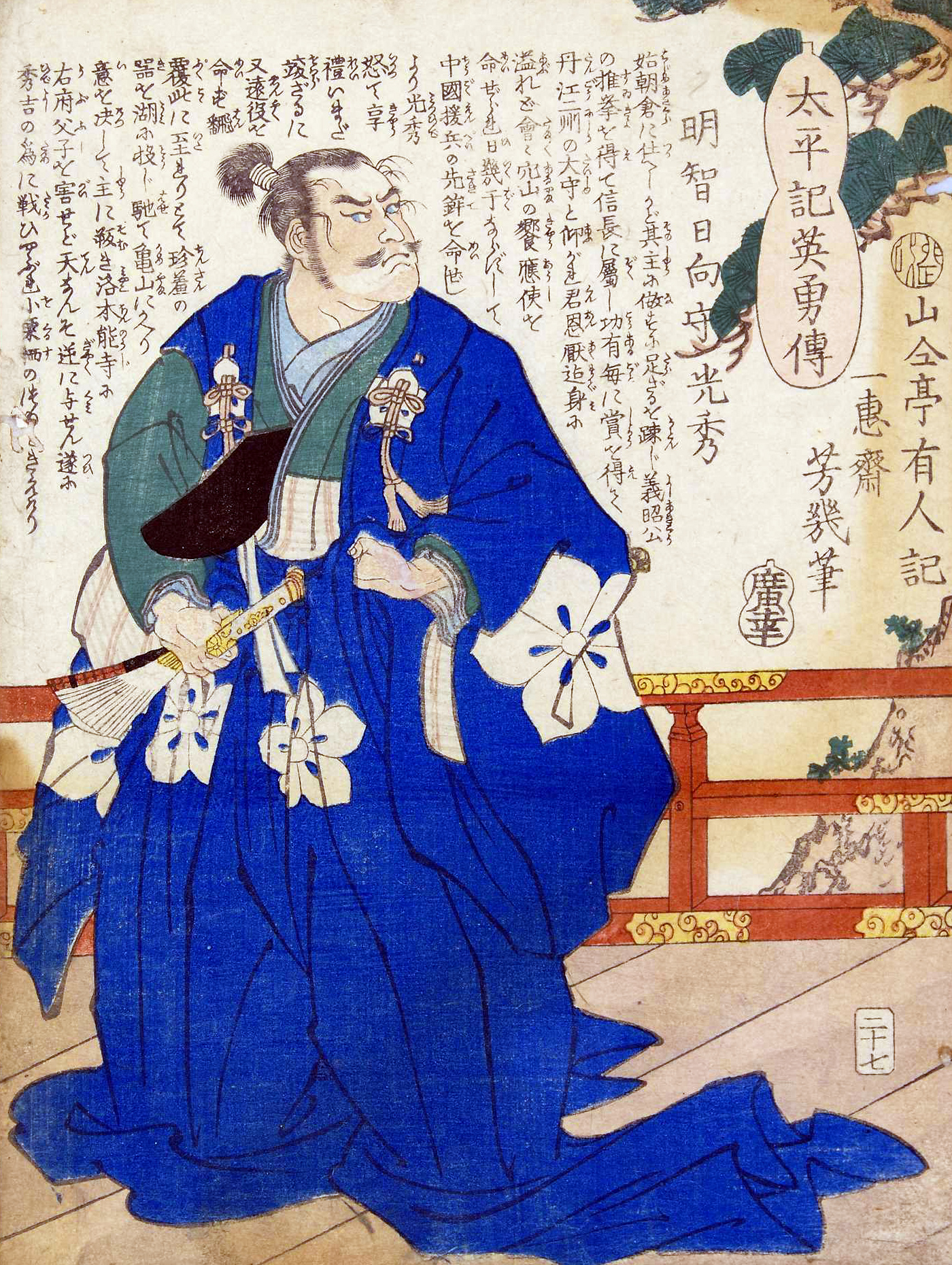
「太平記英勇伝二十七：明智日向守光秀」（落合芳幾作）

謀反は光秀の本意ではなく、何らかの理由があって止むを得ずに決起したという説の総称。
- 怨恨説

怨恨説は、私憤説とも言い、信長の横暴な振る舞いに怒り、個人的な恨みつらみの積み重ねを原因として光秀が謀反を起したという説である。江戸から明治期における主流の考えで、怨恨説が有力であると思われたのは、古典史料がこれこれの遺恨があったと多数の逸話を書いて説明していたからである。前節で述べたように『川角太閤記』では光秀に語らせるという形で明確に3つの遺恨を理由として挙げた。『東照軍鑑』『明智軍記』『豊鑑』『常山紀談』『総見記』『柏崎物語』『祖父物語』『義残後覚』『続武者物語』などなど尽くこのような感じであり、著名な逸話で載せたような話を書いて、怨恨が原因であるとしたのであるから、読者がそう思ったとしても無理からぬことだろう。しかしながら前節の説明のように、これら古典は二次、三次史料であり、『絵本太閤記』などは読本と言え、信憑性に著しい問題があって、高柳光寿が大半が「俗書の作り話」としたように史実とは認めがたいものばかりだった。
ただし史料に拠る怨恨説がないわけではない。有名なものは『別本川角太閤記』にある光秀が小早川隆景に宛てた6月2日付の書状で、「光秀こと、近年信長に対し、憤りを抱き、遺恨もだしがたく候」として遺恨ために信長を討って「素懐を達し候」という記述があることである。桑田忠親はこれを怨恨説の根拠の1つとするが、小和田哲男が偽文書と主張するなど異論もないわけではない。怨恨説については俗書ばかりであるという主張は当然成り立つわけであるが、明らかに虚構という逸話がある反面、信憑性についてよく分からない逸話もあって、完全に否定も肯定もできないという面がある。
他方、桑田は、フロイスの『日本史』にある「変の数ヶ月前に光秀が何か言うと信長が大きな声を上げて、光秀はすぐ部屋を出て帰る、という諍いがあった」という記述を根拠として、武士の面目を立てるためであったとする新たな怨恨説を唱えたが、この考え方が義憤説に発展した。
- 不安説

光秀が自らの将来や一族の行く末に不安を覚え、信長に粛清されると考えてその先手を打ったという説。何らかの脅威を受けたなど、受動的な動機を主張する説の総称。焦慮説、窮鼠説とも言う。
光秀は織田氏譜代の家臣ではなく、信長に仕えた期間も十数年と短期間であるにもかかわらず、家臣団の中で有数の出世頭となった。これは光秀の能力が評価された結果であるが、信長個人の信任があってこそのことであった。その信長は、佐久間信盛・林秀貞・安藤守就・丹羽氏勝といった重臣が期待に沿う活躍が出来なくなると、過去の過失や些細な科を理由に、容赦なく放逐している。光秀は手にした成功を失いかねない不安を抱えていたのではないかと考え、保身のために謀反を考えるようになったというのである。前述のようにこのような自衛のための謀反という主張は、古くは頼山陽が唱えている。
不安を抱いた原因として、林屋辰三郎は対四国政策の失敗や、足利義昭の家臣であった光秀に対する信長の心証の悪化を挙げた。谷口克広は、『当代記』にある光秀の年齢が67歳ときわめて高齢であったことを指摘し、嫡子の明智光慶が10歳代前半ときわめて若年であったため、自らの死後光慶が登用されないことを憂いて謀叛を決意したとする。またその原因から派生して、不安が精神面に及ぼした影響を重視するノイローゼ説、武田氏に内通していたことの暴露を恐れたとする内通露顕説、秀吉とのライバル関係で出世競争に敗れたことを理由とする秀吉ライバル視説がある。変の背景としても用いられるため複合説での利用も多い。
- ノイローゼ説

ストレスなどから発症する自律神経失調症などで精神的に追い詰められて、冷静な判断が出来ず謀反を起こしたとされる説。不安説から派生したもので、心理面に特化されたもの。精神病理学・心理学的な推測であり、特に根拠を持たない。光秀の行動（怨恨説等の論拠と同じもの）から心情を推し量ったもので、精神科医や司馬遼太郎のような作家が提唱した。しかしこれらは作家の想像上の光秀の人物像に依存しており、事績からみれば根拠に欠く。小和田哲男は「従来説と違って金ヶ崎退き口や比叡山焼き討ちでも主導的な役割を果たしていたことがわかっている光秀が、神経衰弱や将来不安のノイローゼなどといった原因で謀反を起こすことは考えがたい」と否定的である。
- 内通露顕説

武田勝頼への内通を策した光秀が、陰謀が露顕しそうになって慌てて信長を殺したという説。光秀の内通は『甲陽軍鑑』の下記の記述を根拠とする。
山路愛山は著書『豊太閤』の中で、家康世子の松平信康も内通の嫌疑を受けたのであるから、光秀の内通もあり得ないことではないと主張した。また他の書では、家康に伴われて安土に入った穴山梅雪がこの光秀内通の事実を密告したがために、光秀は信長襲撃を決意したという説もある。ただし両説とも、すでに発覚した後であれば信長も無防備な状態で本能寺に宿泊するはずはなく、徳富蘇峰は「信ずべき根拠がない」と断じている。一方で、内通したという事実が漏れることを心配したので光秀が変を起したという主張では、この話も前述の不安説の根拠の一つとされる。
- 人間性不一致説

信長と光秀は人間性（性格）の不一致によって不仲であり、そのことを謀反の原因とする説。論拠とされる逸話は怨恨説と同じ。
- 秀吉ライバル視説

不安説の亜種で、不安の原因を秀吉とのライバル関係に主眼において説明する説。不安説の中に含める場合もある。光秀と秀吉のライバル意識を示唆するような傍証はいくつかあるが、変を起すに至った直接的な動機については特別な根拠を持たず、光秀の心情を分析したに過ぎない。このため複合説で材料の一つとされることが多い。
『明智軍記』に秀吉に援軍を命じられた際に「秀吉ガ指図に任ス」とその配下に入るように命令されて光秀の家臣が「大キニ怒リテ」「無法ノ儀」だと不平を述べ「無念ノ次第」だと嘆いたという記述があるが、小和田はこの記述の信憑性は不明としながらも、「『秀吉に負けた』ということを強く意識することにはなったはずで、この光秀の思いも本能寺の変を引きおこす副次的理由になった可能性はある」と述べている。

#### III. 名分存在説（義憤説）
光秀が謀反を起こした理由を、野望や怨恨、恐怖といった感情面に求めるのではなく、信長を討つにはそれだけの大義名分があったとする説の総称。光秀が自ら決起したことを前提にして私的制裁（狭義の私憤説）を否定し、時には個人的な野心すらも否定する。大義名分が何であったか、大義（もしくは正義）の内容によって諸説が派生した。史料的論拠が不十分でも大義という論理に基づいた行動は説得力があるように見えるので歴史学者が好んで用いて、近年多くの説が発表されている。義憤説、理想相違説など様々な呼び方がある。
- 神格化阻止説

信長が神格化されることを嫌った光秀が謀反を起して阻止しようとしたという説。根拠とされるのは主にフロイスの『日本史』で、「信長は安土城で自らを神とする祭典を行い、信長の誕生日を祝祭日と定め、参詣する者には現世利益がかなうとした」という記述。フロイスは1573年の書簡でも「信長が自身を生きた神仏だと言った」とある。そもそもこの記述の信憑性を疑問視する声もあるが、これに前後があって「だが、信長はこれをことごとく一笑に付し、日本においては彼自身が生きた神仏であり、石や木は神仏ではないと言っている」というのであり寧ろ無神論のような言説であった。また信長が神格化されることを光秀が嫌っていたとはフロイスも誰も書いておらず、これを謀反と結びつけるのは飛躍がある。
- 暴君討伐説

信長は暴君であるとしてそれを討ったという説。比叡山焼討、長島一向一揆での殺戮などが暴虐の理由とされることが多いが、対象については多説多様。「六天魔王」と罵倒された宗教的理由を挙げる場合もある。『武家事紀』に収録されている光秀が勧降工作のために送った美濃野口城の西尾光教宛ての6月2日付の手紙に「信長父子の悪虐は天下の妨げ、討ち果たし候」と書かれていたことなどを根拠とする。
- 朝廷守護説

信長が天皇やそれを凌駕する権威を目指していたとする仮説に基づき、国体を維持するために変を起したとする説。朝廷黒幕説に似ているが、朝廷の関与はなく、光秀が朝廷に相談なく独断で行動したと想定するところが異なる。信長がどのような体制を目指していたのかが不明であり、まずその点が推測の域を出ない上に、光秀の考えについても史料的な裏付けが不十分である。
- 源平交代説

平氏の流れを汲むと称する織田信長が源氏の室町将軍足利義昭を廃して自ら征夷大将軍になろうとしていたという仮定に基づき、源氏の流れを汲む土岐氏出身の光秀が謀反を起して阻止しようとしたという説。しかし、そもそも明智光秀の出生については厳密に言えば不明な部分があり、確かな史料では『立入宗継記』に「美濃国住人とき（土岐）の随分衆なり」という記述があるだけで、あとは概ね『明智軍記』のような俗書に拠り、確実とは言い難い上に複数の異説がある。要するに、仮定にもとづく仮定であり、源平交代思想がどの程度の重大性を持ったかも論証されていない。
- 信長非道阻止説

小和田哲男が著書『明智光秀と本能寺の変』で述べたもので、前記の三つ、暴君討伐説と源平交代説と朝廷守護説を合成したようなもので複合説の一種。小和田は、信長の非道として5点あげ、信長は正親町天皇を譲位させて皇位簒奪（上皇の地位を狙う）をしようとし、暦法を改めようとし、平氏での将軍職就任を狙い、太政大臣近衛前久に暴言（朝廷軽視）を吐き、国師快川紹喜を焼き殺した極悪人であるから、光秀は信長を誅殺しても朝廷や庶民は支持してくれるだろうと思っていたと主張する。これも仮定に基づく仮定であり、この著書のまえがきで小和田自ら指摘しているように、信長と朝廷との緊張関係という前提を覆すような研究がすでに発表されている。
- 四国征伐回避説（四国説）

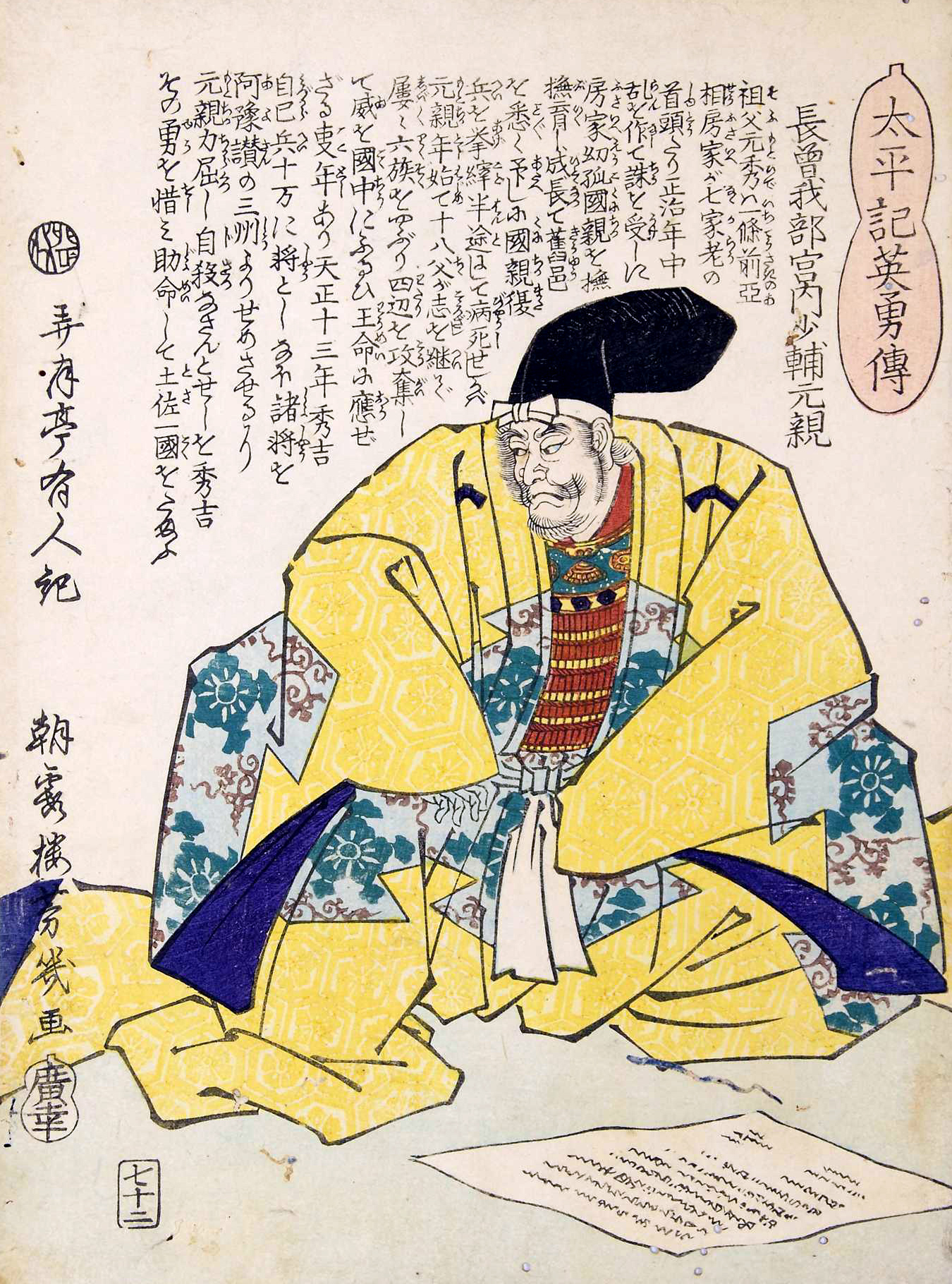
太平記英勇伝七十二：長曽我部宮内少輔元親(落合芳幾作)

信長の四国征伐を回避するために光秀が謀反を起こしたとする説の総称。単に四国説とも呼ばれる。総称と述べたのは、この説の扱いについては必ずしも定まっていないからである。当項では四国征伐回避を主要因であり大義名分であったとして分類したが、副次的な要因と捉えることも可能で、四国政策において面目を潰されたために謀反を起したという怨恨説、あるいは四国政策の失敗やライバル秀吉に負けたことに不安を募らせたという不安説と考えたり、または四国征伐を挫折させるために長宗我部元親や斎藤利三が積極的に黒幕となって謀反を起させたとすれば黒幕説や共謀説と解することも可能なわけで、まだまだ様々な解釈が存在するからである。
この説が俄かに注目を集めたのは、平成26年（2014年）、石谷家（いしがいけ）文書（林原美術館蔵）の中から元親から利三に宛てた書状が発見されたからである。共同研究を進めている同館学芸課課長浅利尚民と岡山県立博物館学芸課主幹内池英樹は、この資料は本能寺の変直前の斎藤利三と長宗我部元親の考えや行動を明らかにするもので「本能寺の変のきっかけとなった可能性のある書状」と評価している。
内容は、元親が土佐国・阿波2郡のみの領有と上洛に応じる旨を記しており、ここから四国攻めが実施されると政治的に秀吉＝三好笑岩の完全勝利となり、光秀は織田政権下はもちろん長宗我部氏に対しても面目を失い、いずれ失脚することになると思った可能性があることから、それで本能寺の変を起こしたとも読み取れると論評された。ただし、この文書と四国説を結びつけるためには、利三に届けられた元親の考えが信長の耳に入ったか、入ったとすれば信長はそれにどう反応したか、またこの知らせを光秀はどう受け止めたか、などの可能性を慎重に検討する必要があり、魅力的な文書ではあるものの、四国説が正しいと言えるような直接的な証拠足り得ない、とする意見もある。
従来より四国政策変更の問題については、高柳、桑田いずれも指摘してきたが、藤田達生は三好康長は本能寺の変以前に秀吉の甥の信吉（後の豊臣秀次）と養子縁組を結んで秀吉と三好水軍を連携させたことによって秀吉・光秀間に政治的対立が生じたこと、光秀が長宗我部氏からの軍事支援を期待して本来であれば徳川家康が堺から帰洛後に行う筈であった襲撃を繰り上げたとしている。藤田は「長年、長宗我部との取り次ぎにあたってきた光秀には、業績を全面否定される屈辱だったでしょう。ライバルの秀吉にも追い落とされるとの思いで、クーデターに及んだのではないでしょうか」と言った。桐野作人は、以前からさらに踏み込んだ利三主導の四国説を唱えていたが、石谷家文書について「元親が譲歩したといっても、織田信長は阿波を取り上げる方針を決めており、とても報告できない内容だった。こうなったら四国攻めに加担するか、あるいは思い切って謀反に立ち上がるか。決断に迫られたと思う」と述べている。

#### IV. 複合説
幾つかの説を組み合わせて、内容を取捨選択、補完して説を形成しているものの総称。説として史料的に論証されたものは存在しない。そもそも根拠が示されていないものも多く、論証することは余り考慮されていない。幾つかの状況証拠の点と線を結び付けて説を構成するのに便利なために作家・歴史愛好家が良く用いる。

### 主犯存在説・黒幕存在説

#### V. 主犯存在説
主犯存在説（主犯別在説）は、実行者や主犯となるべき人物が光秀以外の他の別人であるという説の総称。無罪説とも言う。
- 羽柴秀吉実行犯説

羽柴秀吉が配下の武将蜂須賀正勝を刺客として京に派遣して信長を暗殺させたとする説で、光秀の関与を否定する無罪説の1つ。特に証拠となる史料はなく作家流のフィクションで、なかには福知山御霊神社創建の経緯から羽柴秀吉が信長父子暗殺実行犯とする説もある。羽柴秀吉実行犯説は、信長暗殺の直接の実行者や命令者を羽柴秀吉と想定するもので、裏から操ったという羽柴秀吉黒幕説とはやや異なる。
- 斎藤利三実行犯説

長宗我部元親に兄石谷頼辰の義理の妹（または利三本人の妹）を嫁がせた斎藤利三が、信長の四国政策の転換を防ぐために、主君光秀を唆して変を起したと云う説。関与者として長宗我部元親、石谷頼辰などの名前も挙がる。四国征伐回避説に似ているが、斎藤利三の主犯としての立場を強調するのが特徴の陰謀論で、光秀は無罪であったとする無罪説を主張するものがあるために別としている。『言経卿記』にある「斎藤蔵助、今度謀反随一也」という一文を根拠とする。
- 徳川家康主犯説（伊賀忍者実行犯説）

徳川家康が、妻や子を殺された遺恨、あるいは武田氏滅亡後は不要になったからと信長に暗殺されると考え、先手を打って伊賀忍者に命じて信長を暗殺させたとする説。光秀の関与を否定する無罪説の1つだが、特に証拠となる史料はなく作家流のフィクションで、この話では伊賀忍者の活躍に重点が置かれる。これに光秀＝天海説が加わると徳川家康黒幕説となる。
- 石山本願寺と羽柴秀吉実行犯説

本能寺の変当日、二条御所に羽柴秀吉の家臣がいたこと、朝廷が石山本願寺に勅書を出していることから、本能寺の変の実行犯は石山本願寺勢と羽柴秀吉勢であるとする説。
- 複数実行犯・複数黒幕存在説

実行犯や主犯が光秀以外に複数いて、黒幕も複数存在するという説の総称。

#### VI. 従犯存在説

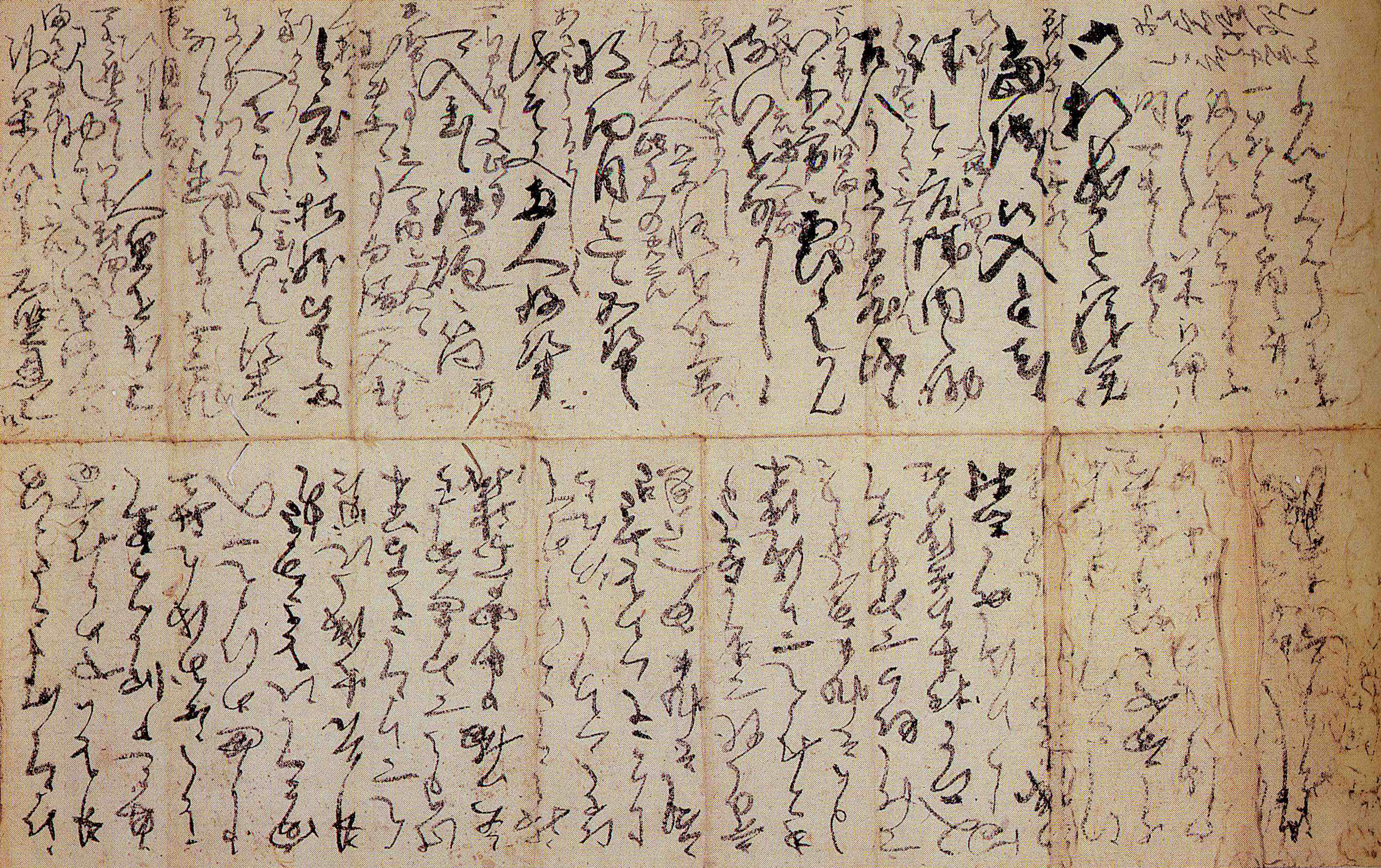
比叡山焼討ち前に光秀が近江の土豪に出した書状（和田家・個人所蔵）

従犯存在説は、光秀を主犯にあるいは主犯を特定せずに、謀反を幇助した従犯の存在に着目して、本能寺の変の全像の一部を解説しようという説の総称。黒幕説を補完するだけのものもあるが、必ずしも黒幕説や陰謀論に与するものだけではなく、変の要因の背景に着目するものも含まれる。
- 近江土豪連合関与説

昭和61年（1986年）に『近江堅田の土豪猪飼氏について』を発表した高島幸次が提唱したもので、猪飼氏など血縁・地縁で結びついた土豪ネットワークの存在を指摘し、それが織田政権の近江支配体制に反発して、光秀を支持したことを論証した。他説とも矛盾しない内容で、門徒衆との対立など問題が多かった近江支配体制の側から本能寺の変を説明した。
- 丹波国衆関与説

『新編亀岡市史』で戦国期の執筆を担当した仁木宏が可能性の1つとして提唱したもので、荒木村重の乱でも織田政権の摂津支配体制に反発する国衆や百姓らの抵抗の動きが乱の一因になったとする説があることを紹介しながら、丹波亀山城から出発した明智勢の主力が丹波勢であることを重視し、織田政権の丹波支配体制に反発する国衆や百姓らの抵抗の動きが光秀と信長の「天下」観に明確なずれを生じさせて、光秀を彼ら（国衆）の側に立たせることになったとする。織田政権の地域支配と現地の地域社会の対立が本能寺の変の引き金になったという考え方は上記の近江土豪連合関与説とほぼ同じと言える。
- 長宗我部元親関与説

長宗我部元親関与説または長宗我部元親黒幕説。古くは『改正三河後風土記』にも長宗我部元親の関与を疑うような記述があるが、具体的には石谷氏と交信していたこと以外よくわかっていない。井沢元彦は、長宗我部氏の取次役を務めていた光秀が面子をつぶされた恨み（怨恨説）に加え、元親の義兄である家老斎藤利三を介した元親が黒幕となって光秀が本能寺の変を起こしたとする複合説を提唱した。四国征伐回避説の亜種または一部。
- 濃姫関与説（帰蝶黒幕説）

濃姫（帰蝶）が斎藤利三または光秀と共謀あるいは説得または裏で操っていたという説。前述の八切止夫の説はこれに宣教師黒幕説など複数の説を加えたもの。本能寺の変に関する陰謀論の草分けである。
- 光秀の妻関与説

江戸中期以降に書かれた『落穂雑話』に載っている話で、柴田勝家から光秀の妻が美人だと聞いた信長が、光秀の室を安土に呼んで強姦しようとしたとするもの。結局未遂に終わったが、その際に扇子で信長が殴打されたために、その腹いせに光秀が面前で殴打されることとなって、堪忍袋の緒が切れたとして謀反に及ぶと云う物語。『仮名手本忠臣蔵』に酷似する筋書きである。

#### VII. 黒幕存在説

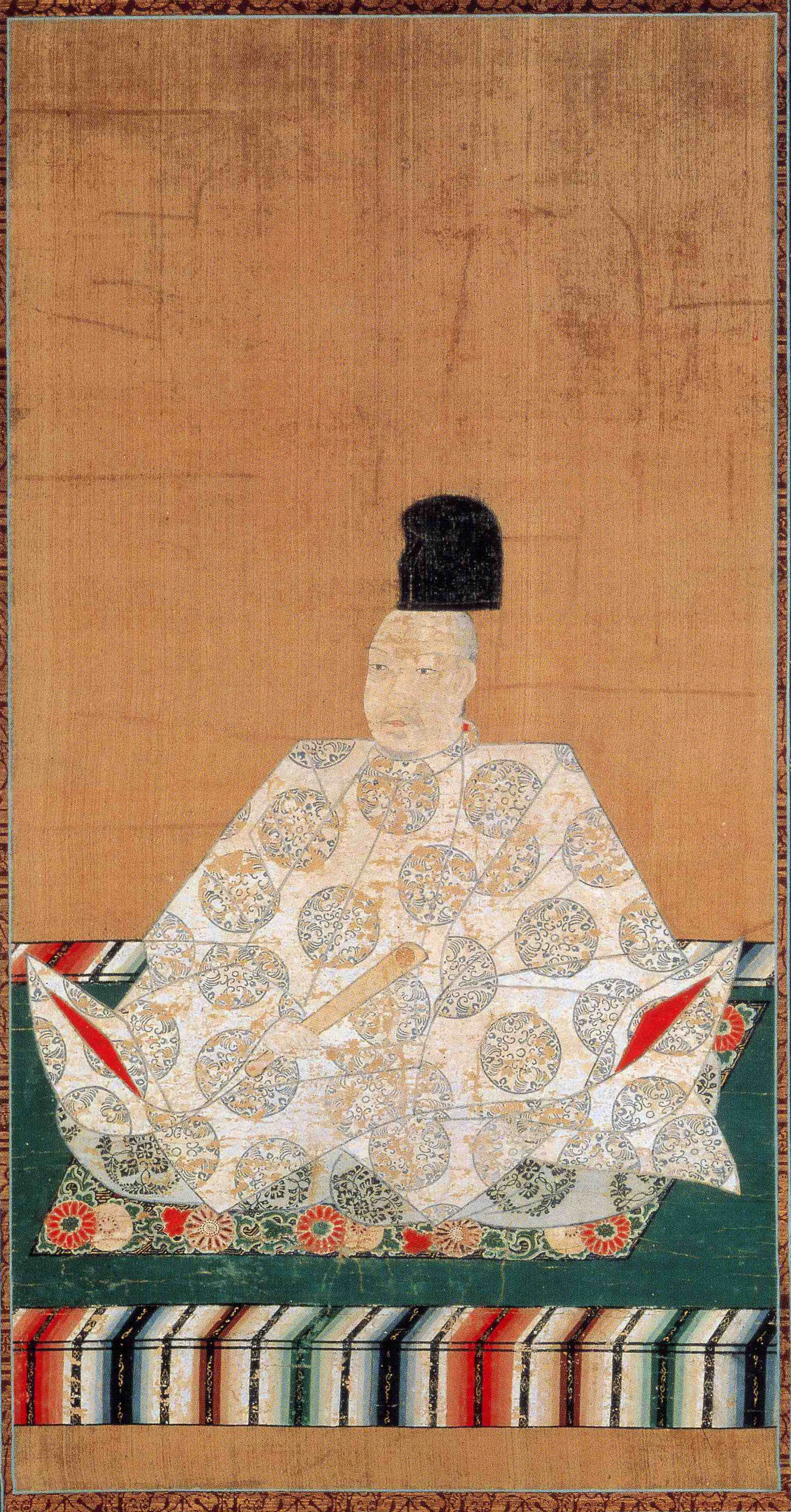
正親町天皇（京都・泉涌寺蔵）

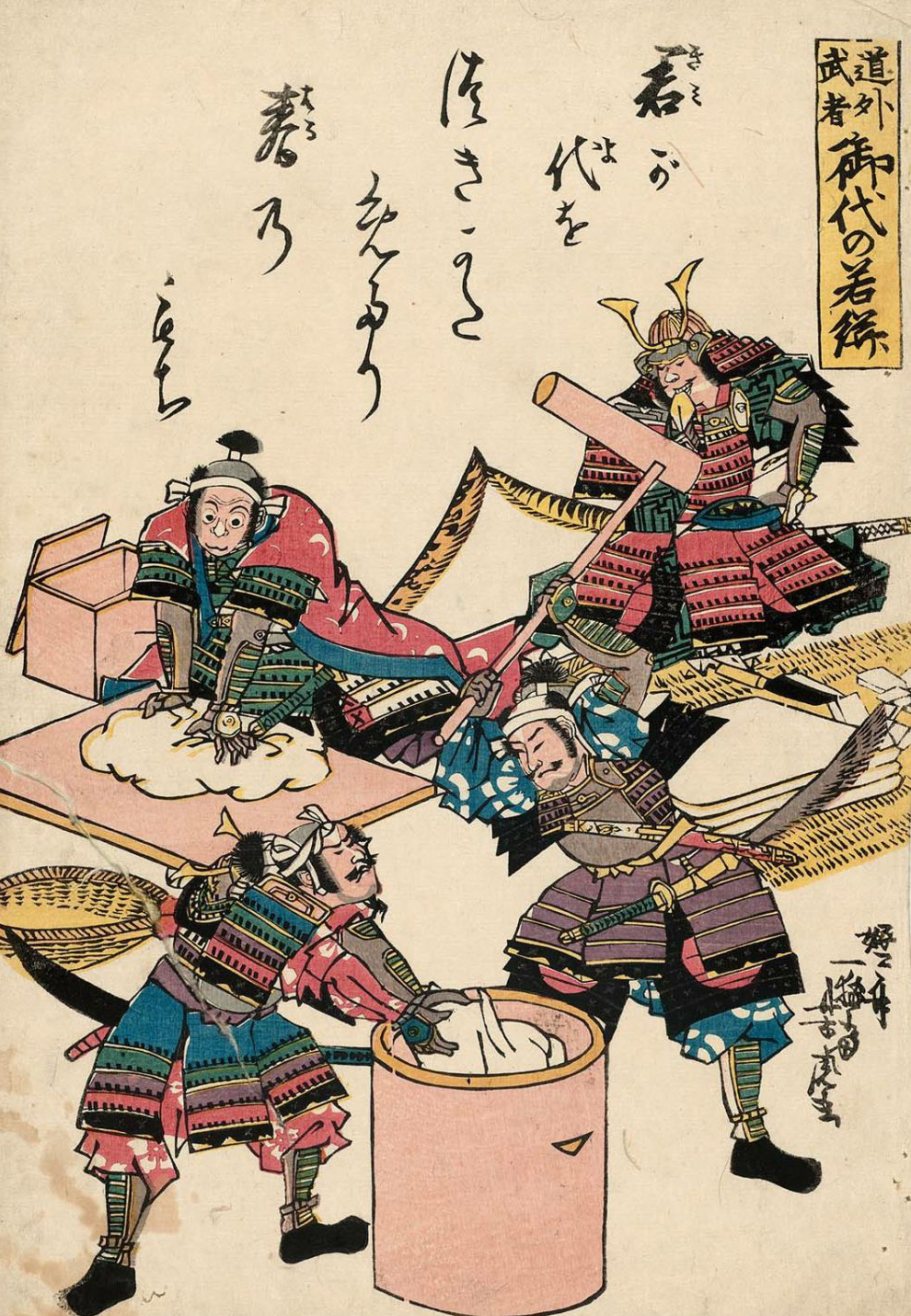
君が代をつきかためたり春のもち―「道化武者 御代の若餅」（歌川芳虎作）
杵を持つのが信長、餅をこねるのが光秀、伸しているのが秀吉で、食べている大将が家康を表す寓意。

信長を討ったのは光秀自身の意思ではなく、何らかの黒幕の存在を想定してその者の意向が背景にあったとする説の総称。黒幕を複数と想定するものは黒幕複数説に分類され、黒幕説、共謀説と云う。複合説も参照。
- 朝廷黒幕説（朝廷関与説）

暦改訂問題（尾張暦採用問題）、正親町天皇の譲位問題、三職推任問題など（朝廷との関係を参照）で、信長と朝廷との間には緊張状態があったという前提で、朝廷が光秀に信長を抹殺させたという説。中心となる黒幕の想定を、正親町天皇、誠仁親王、あるいは近衛前久、勧修寺晴豊、吉田兼見ら公家衆、または複数であると見るなど、多様に意見は分かれるが、信長が朝廷を滅ぼす意思を持っていた、あるいは持っているのではないかと彼ら朝廷側が思っていたということも前提とされ、この2つの前提を土台にして成り立っている。（前述のように有力視された時期もあったが）朝廷黒幕説も仮説の域を出ていない。
立花京子は、信長による朝廷への圧力が変を引き起こしたとし、謀反は光秀、勧修寺晴豊、近衛前久、吉田兼見、誠仁親王の共謀とする。晴豊については『天正十年夏記（＝日々記）』の斎藤利三の処刑の日に「六月十七日天晴。早天ニ済藤蔵助ト申者明智者也。武者なる者也。かれなと信長打談合衆也。いけとられ車にて京中わたり申候」という記述があり、これを「利三（ひいては光秀）と朝廷側の人間が『信長ヲ打ツ』謀議（談合）を持っていた」と解釈する。近衛前久については変後に嵯峨に隠れた上に、山崎の戦い後も神戸信孝が追討令を出して執拗に行方を捜したことなどをあげ、「疑惑は確定的」とする。吉田兼見については、変後に事情の聴取を受けていること、さらに一級史料『兼見卿記』（兼見の日記）の原本内容が本能寺の変の前後1か月について欠けており、天正10年の項目は新たに書き直しされ、正本と別本の二種類が伝存することを、都合が悪いことを修正したためとする。誠仁親王は晴豊の義理の弟として知らなかったということは考えられないとし、三職推任問題の反対者であって、結局、天皇にもなれず、『お湯殿上日記』『多聞院日記』にある不審死を遂げたことを変との関連で解釈している。立花の主張では、5月17日から20日の間に前久と兼見を中心として信長打倒の陰謀は練られたとした。
今谷明は、信長の最大の敵は正親町天皇であったとする。天下統一事業達成の可能性が高まる実力者・信長が無位無官のままでいることに、朝廷は無言の圧力を大きく感じたはずであるとし、天正9年の2度の馬揃えを譲位を迫るための一大行事と解釈した。しかし信長は自分よりも上位の存在を認めたくないものの、信長に皇位簒奪の意思はなく、誠仁親王を即位させて朝廷を傀儡化するのが目的であったと指摘。それは逆に言えば、天皇の権威が依然として強力であったからであるとした。信長は正親町天皇と誠仁親王の争いに巻き込まれたくないと考えて三職推任を一時棚上げしていたとし、右大臣右大将を辞めたのも、信長自身が朝廷の内紛に不介入の立場を貫いたのも、すべてこのためとする。他方で、正親町天皇は毛利氏の大きな後ろ盾のおかげで即位できたことから講和を工作していたが、信長にはその気はなく毛利氏を滅ぼす計画であった。そうした時に、信長が軽装備で洛中にいたことから朝廷の意向を汲んだ光秀が動いたのではないかとする。ただし、今谷は治罰綸旨がなかったことから、正親町天皇黒幕説そのものは否定している。
光秀は、天正7年（1579年）に正親町天皇から直接に褒美の馬・鎧を下賜されており、これは異例のことであった。信長・信忠を討った後、6月7日誠仁親王からの勅使で京都の治安維持を任されて、その後朝廷に参内し、金品銀子五百枚を贈った。
このような疑わしい状況証拠がある一方で反論もある。まず綸旨が出ていなかったこと、光秀も勅命によるものであるという主張をしなかったことは、朝廷が公に関与を否定したことになる。誠仁親王と家族までもが二条御新造にいたことは、親王らが戦いに巻き込まれて死亡した可能性もあった。近衛前久は、本能寺の変の当日または数日後に出家しており、これを細川藤孝の出家と同様、信長に殉じたと解釈され、後々まで信長の死を惜しんだ和歌を残していた。
『兼見卿記』の改竄については、金子拓は、前年の天正9年の記事を書いた冊子にそのまま10年以降も書き進めていたが、たまたま6月で冊子の丁数が尽きてしまい、そこでそれ以降は別の冊子に書き、後に改めて清書したが、6月までの記事は前年と同じ冊子のためそのまま残された、という本能寺の変とは全く関係ない理由によるとする。そもそも信長と朝廷の間に対立関係があったことを前提としているが、むしろ協力関係ないし信長による朝廷再興路線があったとみる説もあり、金子は、平成26年（2004年）に著書『織田信長〈天下人〉の実像』で、天正9年の馬揃えは前年亡くなった誠仁親王の生母新大典侍局の喪明けに、親王を励ます目的で開かれたもので、正親町天皇と信長双方の要望であり、軍事的威圧ではなかったとした。この説（いわゆる融和説）が正しい場合は朝廷黒幕説の前提が成り立たない。
- 足利義昭黒幕説、足利義昭・朝廷黒幕説

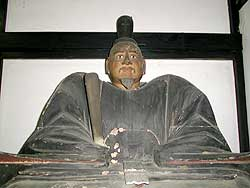
足利義昭木像（京都市北区等持院）

京を追われ、毛利氏に擁されて備後国に鞆幕府をひらく足利義昭がその権力を奪い返すために黒幕となって旧家臣である光秀に信長を倒すように命じたとする説。藤田達生が平成13年（2001年）に著書『本能寺の変の群像 : 中世と近世の相剋』を発表して、義昭の深い関与を主張したものである。
三職推任問題で、近々、信長が朝廷に征夷大将軍の任を求めれば承認される可能性があることを朝廷関係者から知った足利義昭が、その実現を恐れ、かつての家臣・光秀に信長暗殺を持ちかけたとする。この説で藤田は、斎藤利三と長宗我部元親の姻戚関係から『香宗我部家伝証文』を根拠に長宗我部氏と毛利氏が義昭を介して同盟を結んだと想定し、光秀は四国政策と中国攻め両方で秀吉に出し抜かれたことで自身の失脚を危惧していたことから、この申し出を引き受けたとし、信長の天皇謁見を妨害するため本能寺の変を実行したとする。四国説と関連もあるが、変の目的は遠征回避ではない。朝廷と義昭の共謀も主張されており、同時に、足利義昭・朝廷黒幕説でもある。
この説の根拠としては、本能寺の変の直前に光秀が上杉景勝に協力を求めて送った使者が、「御当方（上杉のこと）無二御馳走（協力）申し上げるべき」（「覚上公御書集」より）と、明らかに景勝より身分の高い人物への協力を促していること。加えて本能寺の変の直後の6月12日、光秀が紀州の雑賀衆・土橋重治へ送った書状において、「上意馳走申しつけられて示し給い、快然に候」と光秀より身分の高い者からの命令を指す「上意」という言葉を使った上で、「御入洛の事、即ち御請申し上げ候」「尚以て急度御入洛の義、御馳走肝要に候」とその人物の入洛が話し合われている点が挙げられる。また、6月13日に義昭が小早川隆景の家臣乃美兵部丞に「信長討ち果たす上は、入洛の儀、急度」から始まる自身の花押付きの書状を送り、「この機に忠功を示すことを肝要とし、本意においては恩賞を与え。よって肩衣・袴これを遣わす」と自ら変の首謀者であることを宣言し、毛利輝元・小早川隆景に入洛の軍事行動を要請していることなどであった。
この足利義昭黒幕説を最初に明確に否定したのが宮本義己である。宮本は、6月9日に光秀が細川父子に宛てた覚書に、細川藤孝との共通の旧主である義昭の存在が全く見えないことを指摘。もし義昭が光秀の謀反に何らかの形で関わっていたとしたら、この書状で義昭を引き合いに出さないのは不自然で、信義を尊ぶ細川父子であればなおのこと有効であったはずであると主張した。宮本はこれを義昭の存在が謀反の名分にはなっていなかったことを意味すると解釈した。また打倒信長を目指して行動を続けていた義昭のもとに、信長を自決させたという密書が届けられた形跡はなく、それどころか光秀周辺とのつながりを示すような材料も全く見つかっていない。このことは毛利氏の場合も同様である。信長の死を知らせる光秀の使者が秀吉の陣営に迷い込んで捕らえられた不手際も、義昭と毛利氏が本能寺の変を全く予期していなかったことの証である。もし義昭が黒幕として光秀を操っていたのなら、あらかじめ隠密の使者の算段が調えられていたに違いないからである。吉川広家の覚書（案文）によれば、毛利氏は秀吉撤退の日の翌日にも本能寺の変報を入手していたが、変報を知った後の毛利氏も、すでに秀吉との和議が成ったことを理由に織田軍を追撃しなかった。仮に義昭が黒幕として光秀と通じていたならば、光秀が京都を抑えていた段階で（義昭を庇護する）毛利氏が秀吉への追撃を思いとどまることなどありえなかったであろうし、むしろ計画通りに一気に攻勢をかけなければいけなかったはずである。以上のことから、宮本は｢足利義昭を黒幕と見るにはかなりの困難がともない、学問的には全く否定材料しか見当らず肯定する要素はないのが現実である」と述べている。
他の研究者の反論としては、義昭の名前を隠す必要が見当たらないこと、逆に言えば、光秀の側から義昭の名前が出てこないことが直接の関与を否定する証拠となるというものである。細川藤孝や筒井順慶へ協力を求めた際にも、義昭の存在を知らせておらず、義昭を庇護していた毛利氏が本能寺の変を知らなかったことについて合理的な説明が付かないことなどである。
藤田は、当時、日本は「二人の将軍を頂点とする二つの幕府、すなわち「鞆幕府」と「安土幕府」による内乱時代」にあったという見方を示しており、本能寺の変もそうした中で起きたとするのが藤田説で、この点でも示唆に富むものであり、染谷光廣も「この事件の原因も義昭や義昭に仕えた人々の動向、そして、光秀の家臣団の人的様成などを併せて考えてみる必要があると思うのである。そして、根深いところに義昭の存在があったのである」と述べるなど、大義名分の1つには成り得るが、直接の指令があったのかどうかも含めて、義昭の積極的関与を示すような証拠は依然として存在しない。ただし、藤田は6月12日に光秀から土橋重治にあてた書状を考察し、光秀が信長打倒後に足利義昭を奉じて入洛させ、織田政権に代わる形で室町幕府を再興するという明確な構想を考えていたと指摘している。さらに2019年刊行の『明智光秀伝』では原文の「然而（平出）御入洛事、即御請申上候」を「しかしながら（将軍の）ご入洛の件につきましては既にご承諾申し上げています」と解釈した上で「重要なのは、あらかじめ義昭側から上洛を援助するようにとの働きかけがあったことだ。遅くとも本史料を認めた天正十年六月十二日までに、光秀が旧主義昭（元亀二年まで仕える）を推戴していたことになる」と、光秀と義昭側には明確な連携があったとしている。
- 羽柴秀吉黒幕説

「もっとも利益をえた者を疑え」という推理のセオリーに則って、一番利益を得た秀吉を黒幕であると想定して、将来に不安をもつ光秀を唆して謀反を起させたとする説。宇都宮泰長などが書き、この説では中国大返しの手際の良さや、秀吉の援軍要請は必要あったのか、などが論拠とされるが、史料的な裏付けは全くない。創作作品にしばしば見られる。
- 毛利輝元黒幕説

信長の死で直面した危機から脱して得をしたのが毛利輝元であったということから黒幕と想定したものだが、根拠はない。米原正義は毛利輝元も穂井田元清も、吉川広家も、信長父子の急死を「不慮」つまりおもいがけないことであると述べていることから、毛利輝元黒幕説は成立しないと述べている。
- 徳川家康黒幕説

動機は徳川家康主犯説と同じだが、家康が光秀を裏で操る黒幕であったという説。「光秀は僧侶だったのではないか？」とする作家小林久三が提唱した南光坊天海＝光秀説に触発されて、歴史小説などで用いられたもので、創作。
この説の肝は、『本城惣右衛門覚書』やフロイスの『日本史』、『老人雑話』などに信長が家康を暗殺するという風説（いわゆる、家康暗殺説）があったという記述があることを根拠に信長による家康暗殺の計画が実際にあったとする点と、光秀が山崎の戦いの後も僧侶として生存し南光坊天海として家康に仕えたとする点の2点である。陰謀論の中ではよく知られたもの。信憑性については定かではないが、この説を利用するフィクション・陰謀論がかなりある。
- 堺商人黒幕説（堺豪商黒幕説）、千利休説、堺商人・徳川家康黒幕説

堺商人が自らの既得権を守るため、自治都市としての復権のために信長殺害を計画したという説。利休が仕組んだという利休黒幕説、堺商人が家康と共謀したという堺商人・徳川家康黒幕説など、そこから派生した諸説も含まれる。新宮正春などの作家が小説（フィクション）として書いた。
新井英生も『歴史と旅』誌上で自説を述べ、「茶頭の一人として、信長の“楢柴”に対する執心ぶりを熟知していた津田宗久が、この名物を餌に信長謀殺を企てたのではないかと思える」と書いている。確かに堺商人（今井宗久や津田宗及）の招きで信長は本能寺へ入って茶会を催しており、可能性がないわけではないが、根拠になるようなものは存在しない。
- フロイス黒幕説・イエズス会黒幕説（ローマ教皇庁黒幕説、キリシタン・バテレン説）

宣教師やイエズス会などが黒幕であったとする説。マカオ侵略を危惧したとか、信長が神になろうとしたからとか、細川ガラシャなどキリシタンの繋がりで光秀を動かしたとかいうような陰謀論で、多くは創作で根拠のようなものはほとんどない。
イエズス会黒幕説は、立花京子が平成16年（2004年）に著書『信長と十字架』で発表した。立花の主張では、大友宗麟はイエズス会と信長とを繋ぐ舞台廻しであり、「信長政権が南欧勢力の傀儡に過ぎなかった」とし、「信長はイエズス会から資金提供を受けていた」が、信長がイエズス会に逆らって自らを神格化したために見捨てられ、暗殺されたとする。イエズス会を中心とする南欧勢力の最終目的は明帝国の武力征服であり、変は信長から秀吉に首をすげかえるためのものに過ぎなかったという。反論として「当時のイエズス会の定収入は年2万クルザード程度であり、しかもその半分以上はインドに送金され、会を維持運営するのにも事欠く有様であった」などが挙げられ、論拠に信用に欠ける『明智軍記』などを検証も無く多数引用するなどの問題点が批判された。
- 高野山黒幕説

天正10年当時、高野山攻めが行われていて、高野山真言宗門徒が畿内で信長に逆らう最後の勢力だった。本能寺の変によって攻撃は中止されており、変で利益を得た勢力の1つとして黒幕説がある。
- 森蘭丸黒幕説

森蘭丸が事前に本能寺の変を察知していて、何らかの陰謀に関与していたという説。考え込んで箸を落とした光秀を見て謀反を起こす気らしいと進言したという『常山紀談』に見られる逸話あるいは『森家先代実録』などにある光秀謀反の警告から発展したもので、創作。同説では複数のパターンがあるが、例えば、『絵本太閤記』にある蘭丸による光秀殴打などから、光秀と蘭丸との敵対関係がことらさら強調されており、蘭丸は光秀を陥れ、讒言し、殺害しようと度々計画する奸臣で、それに対する反撃が本能寺の変という位置づけのものもある。
- 法華宗門徒黒幕説

安土宗論に敗れた法華宗が、その遺恨から、大檀那、門徒が共謀して信長を暗殺したという説。内部協力者の存在も指摘する。茶屋四郎次郎、本阿弥光悦、斎藤利堯、竹内季治などの法華宗門徒が陰謀に加わった可能性を指摘するが、それらの連携を示すような根拠は全くなく、法華宗の門徒が自派の寺院である本能寺を焼いてしまうとすれば、それは仏罰を受ける大罪であり、そのような襲撃計画を練るとも考えにくい。
- 織田信忠黒幕説

織田信忠と織田家臣が信長を排除しようとして本能寺の変が起きたが、計画に反して信忠が死亡してしまったとする説。
- 光秀・秀吉共謀説

天下取りの野望を持つ秀吉が光秀と共謀して、援軍要請で信長を本能寺に誘き出し、光秀が信長を暗殺したという説。変が成功した後には秀吉は準備していた中国大返しで光秀を討って口を封じ、天下を奪ったとする。共謀説とはいうものの光秀は猿回しの猿であり、主導的な役割は秀吉が担う。羽柴秀吉黒幕説の亜種。作家の創作。
- 光秀・家康共謀説

本能寺の変は光秀と家康の共謀であったとする説の総称。信長が家康潰しの計画を企てその実行を光秀に命じたとし、本能寺に家康を呼び寄せ殺害する計画だったが、光秀は信長を裏切り家康と共謀したというもの。「神君伊賀越え」の苦難は世間を謀るための隠蔽工作とされる。信長が自ら仕掛けた罠に自分自身がはまってしまったという点では信長自滅説に通じる。『日本国王記』によると、信長は口に指をあてて「余は余自ら死を招いたな」と言ったという。『本城惣右衛門覚書』やフロイスの『日本史』を家康暗殺の計画があった論拠とするのは、徳川家康主犯説や家康黒幕説と共通するが、これに光秀＝天海説を追加したもので、天海となった光秀が生存して徳川政権に加わったとする。家康黒幕説との違いは、両者が同志であるとする点。
共謀や天海説について「とくに証拠となる史料はなく、作家流の創作と分類せざるをえない」という指摘がある。
- 光秀・秀吉・家康共謀説

光秀・秀吉・家康の三者が共謀して信長を暗殺したという説の総称。
- 土岐明智家滅亡阻止説

三者（または細川藤孝を加えれば四者）が共謀したという説の中の有名になったものに、土岐明智家滅亡阻止説または土岐明智家滅亡回避説がある。この説は平成21年（2009年）に光秀の子孫を自称する明智憲三郎が著書『本能寺の変 427年目の真実』で唱えた。
信長は堺見物から京に戻る家康を本能寺に呼び寄せ、運び込んだ名物茶器で時間稼ぎをし、隙を突いて本能寺に呼び寄せた光秀の軍勢で家康と重臣を殺害し、そのまま電撃的に家康領を光秀・細川忠興・筒井順慶の軍で占領しようと考えていた。しかしながら、光秀が信長が進める織田一族による中央集権化と、重臣の遠国転封に反発。土岐一族再興（縁故の領地回復、美濃・尾張・伊勢）が絶望的になったことと、家臣団のうち旧幕臣衆が光秀配下になったことでお家再興がなったのに遠国転封で京都から離れることに不満を高め、加えて将来・旧家康領に転封になれば結束の強い三河武士団を治めることは困難であるとし、息子の代で土岐明智氏は佐久間信盛のように滅亡するのではないかという憂いから、一族の存亡をかけて謀反に踏み切ったとしている。光秀は家康と共謀し、さらに細川藤孝の密告によって秀吉がこれをさらに利用して、変後には秀吉によって全てが隠蔽され、光秀単独で実行したものとする。憲三郎は「（本能寺の変の）動機は複合的なものであり、最終的な決断は信長の『唐入り』（＝朝鮮侵攻）にあったのではないかと思います。天下統一に向け着々と進んでいたので、すぐにでも止めないと（唐入りまで）一気に行ってしまうだろうと焦っていたと思えます。その点で言えば、光秀の盟友である長宗我部征伐回避を信長に迫り拒絶されたことも、身の危険を感じる大きな契機になったに違いありません」と言う。信長の次男・信雄の子孫という織田廟宗家13世を称する織田信和は、「信長の唐入り（中国征服）構想の先兵として中国派遣が決定的であった光秀が、子孫もろとも異国の地に移封されることを恐れて謀反に走った」とする明智憲三郎の推理を支持している。
ただし信長の唐入りについては、ルイス・フロイスの『日本史』を出典とするが、従来より根拠に乏しく他は裏付けがないことが指摘されており、中村栄孝は信長が海外貿易を考えていて秀吉の唐入りは亡き主君の遺志を継いだものという通説は『朝鮮通交大紀』の誤読による人物取り違えであって信長に対外遠征の計画はなかったとしている。信長による「唐入り」や「家康討ち」、光秀と家康共謀など、多数の前提の上に成り立つこの説は、土台がかなり狭く綱渡りのように仮説につぐ仮説を渡り歩く必要がある。小和田哲男は、信長による家康暗殺と光秀の一族滅亡阻止という二重の陰謀について、「この二つの結論はありえない」と評している。また憲三郎が先祖という光秀の子・於隺丸（おづるまる）という人物の存在もよくわからないと懐疑的である。
明智憲三郎の説は、学術的には、批判するまでもなく明らかに荒唐無稽な説であると考えられているため、その説を詳細に批判しているのは、藤本正行（日本軍事史）のような一部の研究者のみである。こうしたなかで、明智憲三郎のこの説についてより詳細に検討したのが、呉座勇一（日本中世史）である。呉座もまた、明智憲三郎の議論について、全体として「到底従えない」ものであると結論づけている。その上、そもそも、古くは歴史小説家の八切止夫らが、家康の存在に着目しているため、余人に先駆けて本能寺の変の謎をすべて解明できたという明智憲三郎自身の主張に反してその説は新説とは言い難い。信長が光秀に家康殺害を命じていたのではないかという議論も、すでに藤田達生（日本・中近世史）が明智憲三郎以前に検討している。
呉座によれば、明智憲三郎はたしかに史料や先行研究をある程度は調べており、『惟任退治記』の史料批判などの細かい部分では評価できる面はあるとする。しかし、以下のような数多くの疑問点・矛盾点を挙げ、明智憲三郎の説は「奇説」であると呉座は位置づけている。
1. 信長には家康を殺害する動機はない。むしろ、他の戦国大名との戦いが続いている中で家康を排除するのは不利益が大きいと考えられる。明智憲三郎は、家康殺害計画の史料上の裏付けとして、『本城惣右衛門覚書』の「（本能寺の変直前に、光秀配下の兵卒が、信長ではなく）家康を襲うのだと勘違いした」という記述を挙げている。しかし、主君の信長を除けば、京都にいる有力武将は家康のみである以上、兵士たちが家康を討つと思ったのは消去法による必然であり、この記述は、明智憲三郎の説の論拠にならない。『本城惣右衛門覚書』を除けば、信長による家康殺害計画は、何ら史料的な根拠のない空論である。
2. 光秀が家康を協力者にすることは不可能である。信長の監視下にある安土において、光秀と家康が二人きりで話し合うことは危険が大きく、非常に困難である。その上、光秀が信長による家康殺害計画を伝えたとして、家康が信じるとは考えがたい。そもそも謀反の計画を家康に伝えるのは、漏洩の危険があまりに大きい。
3. 光秀が家康を協力者にする利点は乏しい。なぜなら、家康を協力者とせずとも、武田家の旧臣や上杉氏、後北条氏といった敵がいる以上、東国織田軍や徳川軍は光秀を攻撃する余裕はないからである。

- 他の黒幕複数説

毛利輝元・足利義昭・朝廷黒幕説、近衛前久・徳川家康黒幕説、堺商人・徳川家康黒幕説、上杉景勝・羽柴秀吉黒幕説、徳川家康・イギリス・オランダ黒幕説、足利義昭・羽柴秀吉・毛利輝元黒幕説は、それぞれ複数の共謀者を想定した説。複合説を参照。

### その他
- 信長の対朝廷政策との関連

信長の朝廷政策については、従来より研究者の間で見解が分かれており、結論はでていない。本能寺の変と朝廷との関係についていろいろと憶測する説があるが、この結論がでないことには、前提が成り立つのかどうかすらはっきりしないということを意味する。
- 信長自滅説

信長自らの行為が本能寺の変を直接招いたという説の総称。
平成17年（2005年）に作家円堂晃が著書に書いた説もこれに当たる。毛利氏との決戦を控えていたが毛利方はよくまとまり、亡命した足利義昭を擁して大義名分を持っていた。そのため、信長は状況打破のため征夷大将軍に任官および義昭の将軍解任を朝廷に求めていたが、朝廷はなかなか認めようとしなかった。そこで信長自身が光秀の軍勢を二条御新造に差し向けて、朝廷を威嚇して要求を強引に認めさせようとしたが、それを光秀に利用されて謀反を起こされたという説を唱えた。

## 関連作品
史料
- 『信長公記』
- 『当代記』
- 『明智軍記』
- 『川角太閤記』
- 『常山紀談』

派生語
- 敵本 - 「敵は本能寺にあり」から、敵本、敵本主義という言葉[注釈 75]が生れた。

文芸作品・映像作品